# Combinaison spatiale

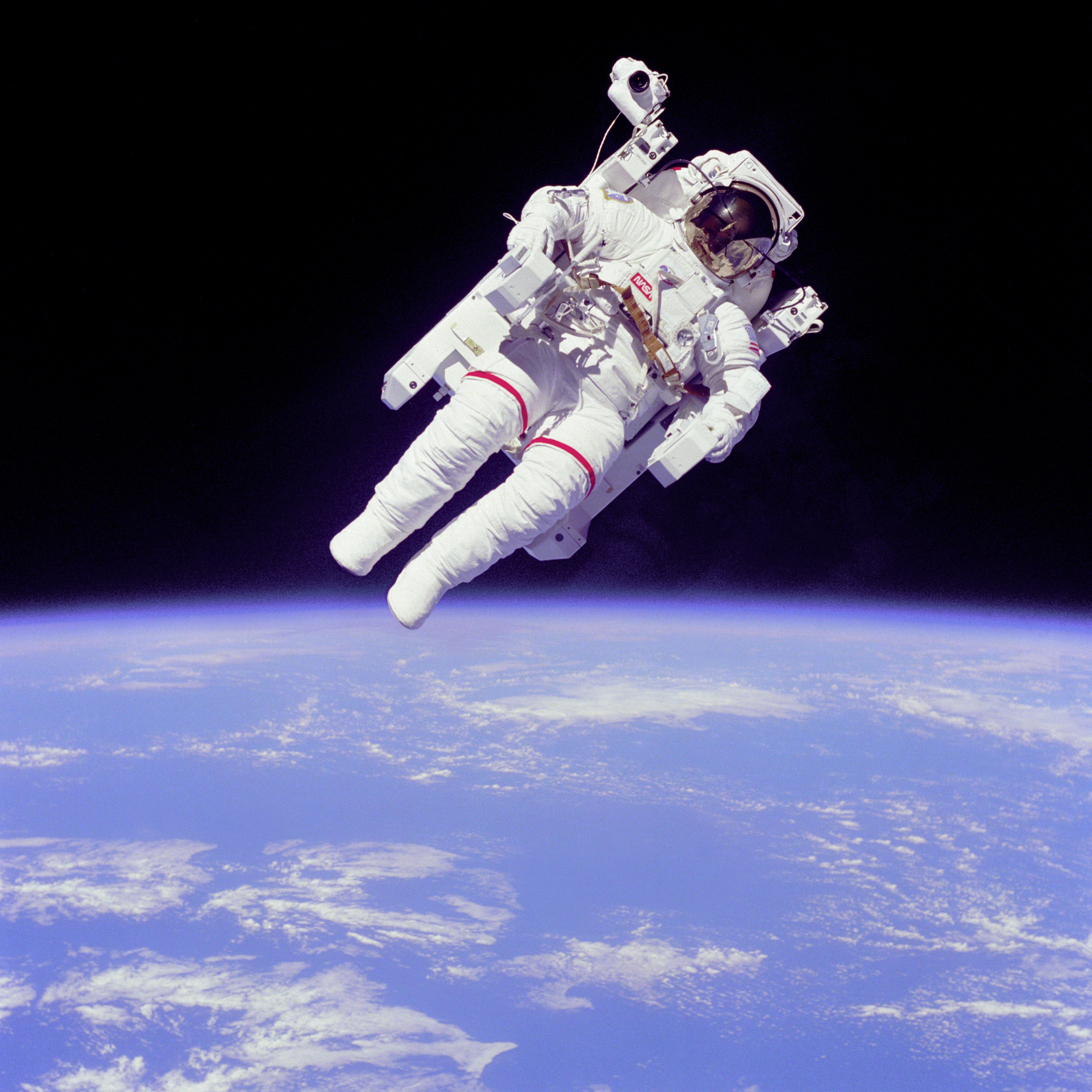
L'astronaute Bruce McCandless II lors d'une sortie extravéhiculaire.

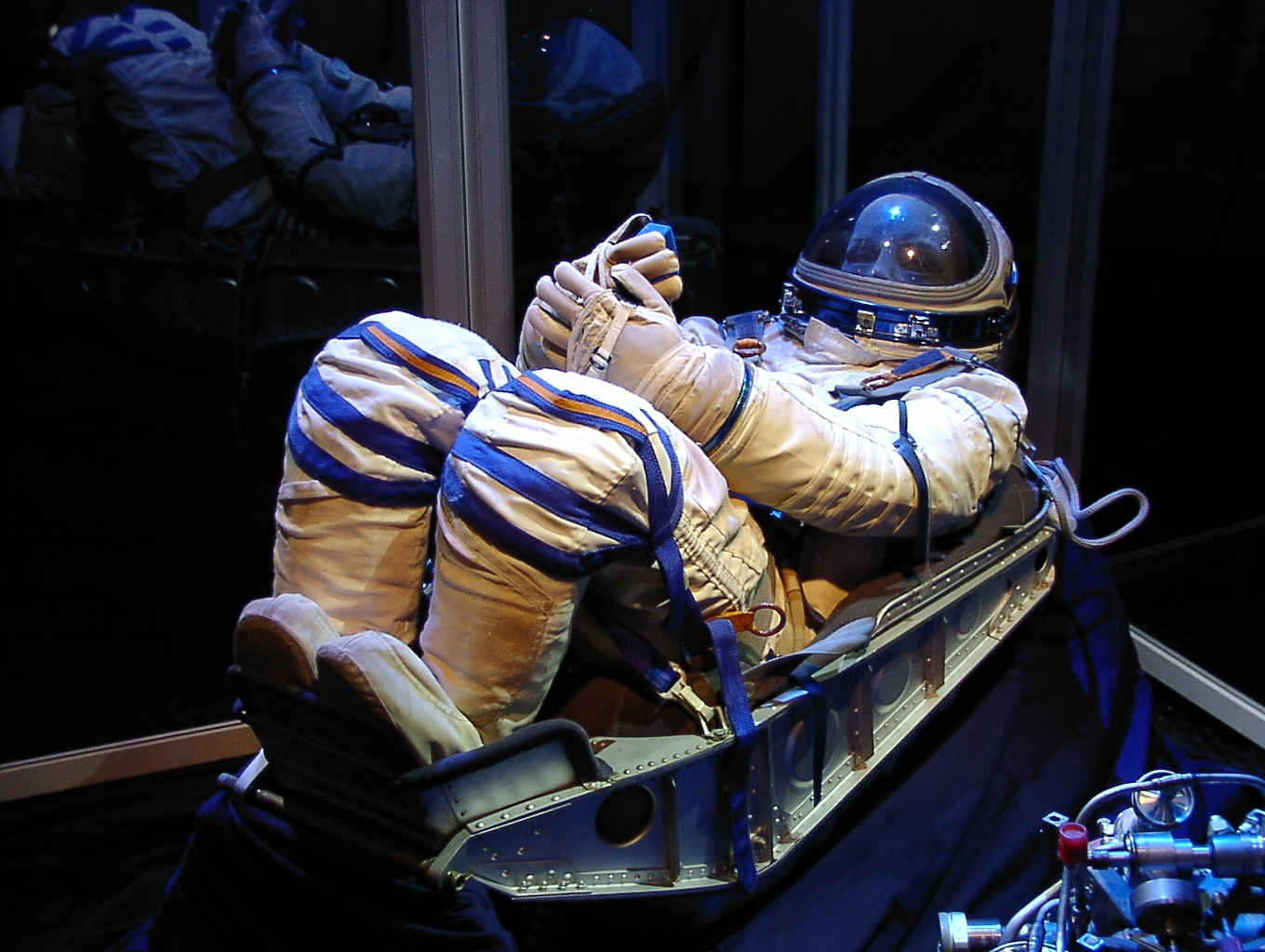
Combinaison spatiale russe Sokol.

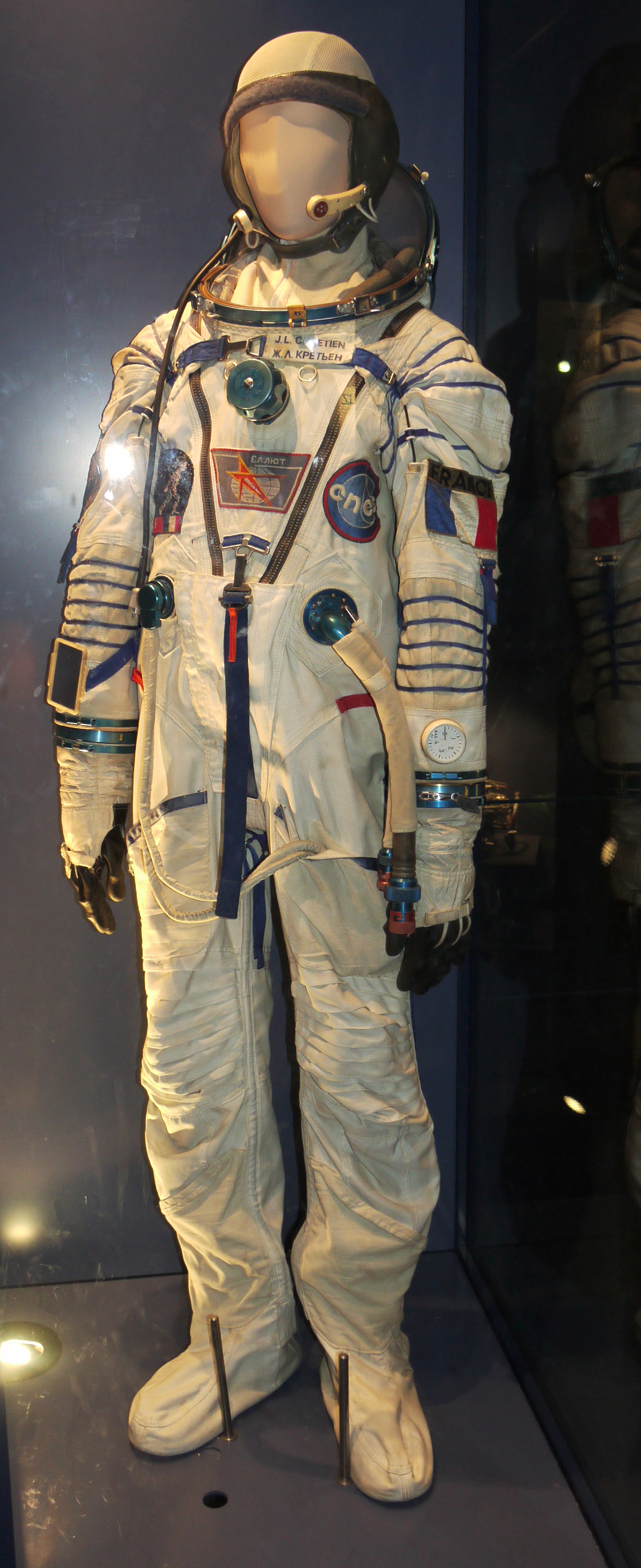
Combinaison spatiale russe Sokol de Jean-Loup Chrétien.

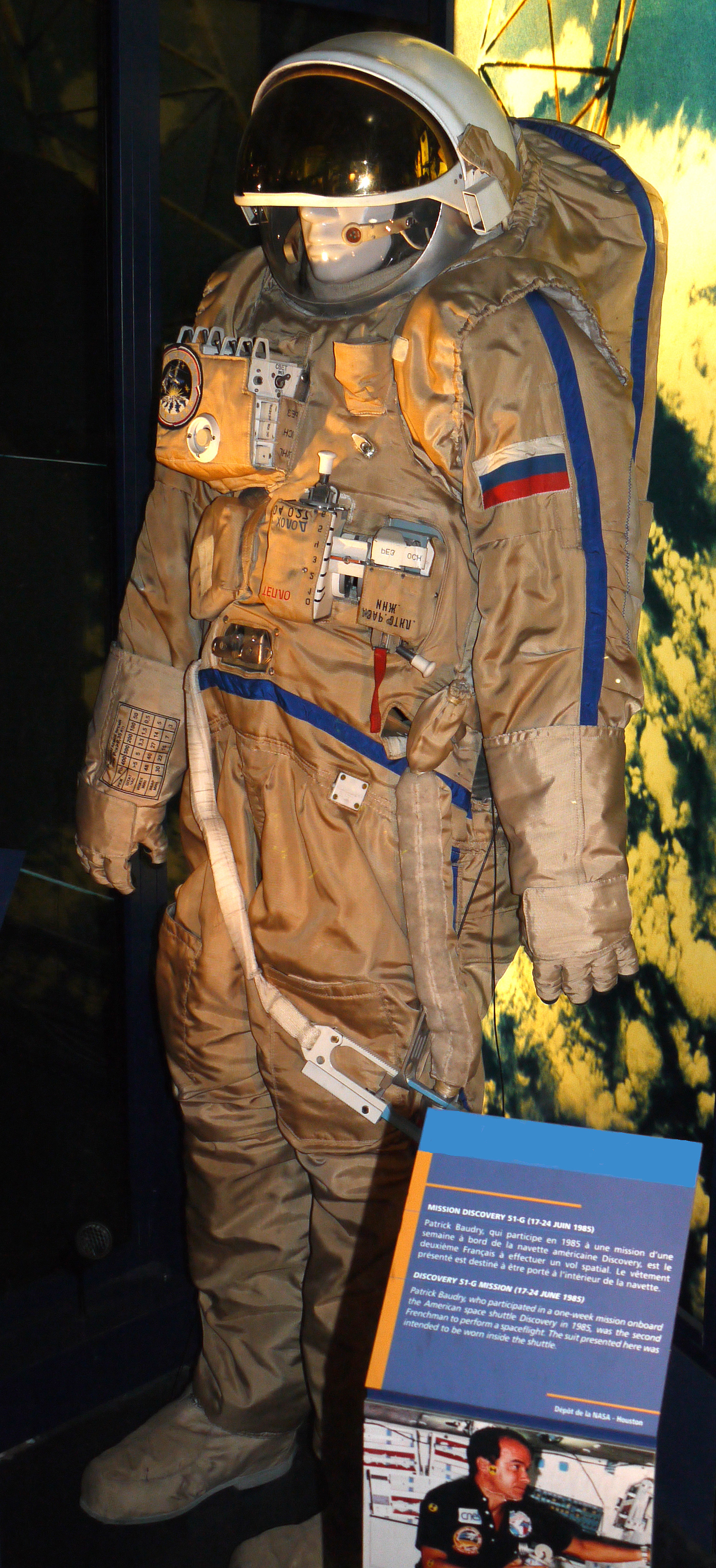
Combinaison spatiale russe de sortie extravéhiculaire Orlan.

Une combinaison spatiale (ou terme plus rarement utilisé scaphandre spatial) est un équipement utilisé pour assurer la survie d'une personne dans le milieu spatial. L'environnement spatial est caractérisé principalement par un vide presque total et de grandes variations de température. La combinaison spatiale est portée par les astronautes lors des sorties dans l'espace ou à la surface d'autres corps célestes (Lune) mais également à l'intérieur de véhicules spatiaux pour faire face à une dépressurisation accidentelle. Pour permettre la survie, une combinaison spatiale doit fournir de l'oxygène, évacuer le dioxyde de carbone et la vapeur d'eau expirés, et assurer une protection thermique tout en autorisant une mobilité maximale. Généralement à ces fonctions s'ajoutent un système de communications, une protection au moins partielle contre les rayons cosmiques et les micrométéorites et la possibilité pour son occupant d'absorber des liquides. 
Les premières combinaisons spatiales dérivent des tenues portées par les pilotes d'avion ou de ballons volant à des altitudes très élevées qui sont mises au point à compter des années 1930. La première combinaison spatiale SK-1 est portée par Youri Gagarine premier homme à voler dans l'espace. Mais il s'agit d'une combinaison intravéhiculaire conçue uniquement pour faire face à une dépressurisation.  : les combinaisons spatiales modernes comme l'EMU de la NASA ou la combinaison russe Orlan permettent à leurs occupants de travailler à l'assemblage de la Station spatiale internationale dans le cadre de sorties dépassant 8 heures. Au cours du programme Apollo les astronautes américains ont réalisé des excursions sur le sol lunaire d'une durée équivalente avec leur combinaison spatiale A7L. Les combinaisons spatiales modernes combinent des parties rigides (torse, casque) avec des parties souples. Ces dernières sont constituées de plusieurs couches ayant chacun un rôle dédié : support d'un circuit refroidissement à eau, enceinte étanche, isolation thermique. Les recherches sur les combinaisons spatiales se poursuivent pour améliorer la mobilité du porteur limitée par la combinaison pressurisée malgré la présence de soufflets, réduire l'encombrement et relever le défi des futures missions d'exploration des planètes.

## Définition
Une combinaison spatiale ou scaphandre spatial est un vêtement pressurisé hermétique que doit porter un astronaute pour le protéger de l'environnement spatial caractérisé par des conditions non propices à la vie (absence d'oxygène, pression nulle ou réduite, températures extrêmes, radiations, micrométéorites) lors d'une sortie extravéhiculaire en apesanteur dans l'espace ou à la surface d'un corps céleste (Lune,...) ou en cas de dépressurisation de son vaisseau spatial .

### Un environnement spatial hostile
L'homme est par de nombreux aspects incapable de survivre dans l'environnement spatial sans équipements spéciaux. Le vide spatial ne lui fournit pas l'oxygène nécessaire à sa survie. Les fluides d'un homme exposé dans le vide gèlent ou s'évaporent presque instantanément entraînant une perte de conscience au bout d'une quinzaine de secondes et un coma irréversible au bout d'une minute. Le Soleil non filtré par l'atmosphère peut rendre aveugle de manière instantanée. En l'absence d'atmosphère pour brasser le flux thermique du Soleil, la température des parties du corps directement exposées aux rayons de l'astre peut atteindre 150 °C tandis que les parties situées à l'ombre peuvent descendre jusqu'à −120 °C. À l'extérieur de l'atmosphère terrestre, l'homme n'est plus protégé des particules chargées émises par le Soleil et des rayons cosmiques. Il est exposé aux micrométéorites et aux débris spatiaux (dans ce dernier cas uniquement en orbite terrestre basse).

### Les fonctions principales d'une combinaison spatiale
Les fonctions principales de la combinaison spatiale sont de reconstituer un environnement lui permettant de survivre. Compte tenu de la complexité de cet objectif, une combinaison spatiale peut être comparée à un mini vaisseau spatial. En effet la combinaison spatiale doit. :
- fournir l'oxygène nécessaire à la respiration de l'astronaute
- maintenir un environnement pressurisé
- réguler la température
- limiter le taux d'humidité
- éliminer le dioxyde de carbone produit par la respiration
- résister aux micrométéorites
- filtrer les rayonnements solaires (réduction de l'intensité lumineuse, filtrage de l'ultraviolet et d'une partie de l'infrarouge) * constituer une barrière empêchant les échanges thermiques avec l'extérieur
- fournir les moyens de communiquer avec les autres astronautes et éventuellement avec le centre de contrôle au sol (via un relais installé à bord du vaisseau spatial.
- informer l'astronaute des dysfonctionnements éventuels ou des limites atteintes par les consommables (oxygène, …)
- donner à l'astronaute les moyens d'intervenir sur son fonctionnement (température,...).
- permettre à son utilisateur de conserver suffisamment de mobilité pour remplir ses tâches. Cette dernière contrainte constitue un des objectifs les plus difficiles à atteindre car une combinaison pressurisée portée dans le vide est rendue rigide par l'absence de pression extérieure.

## Contraintes

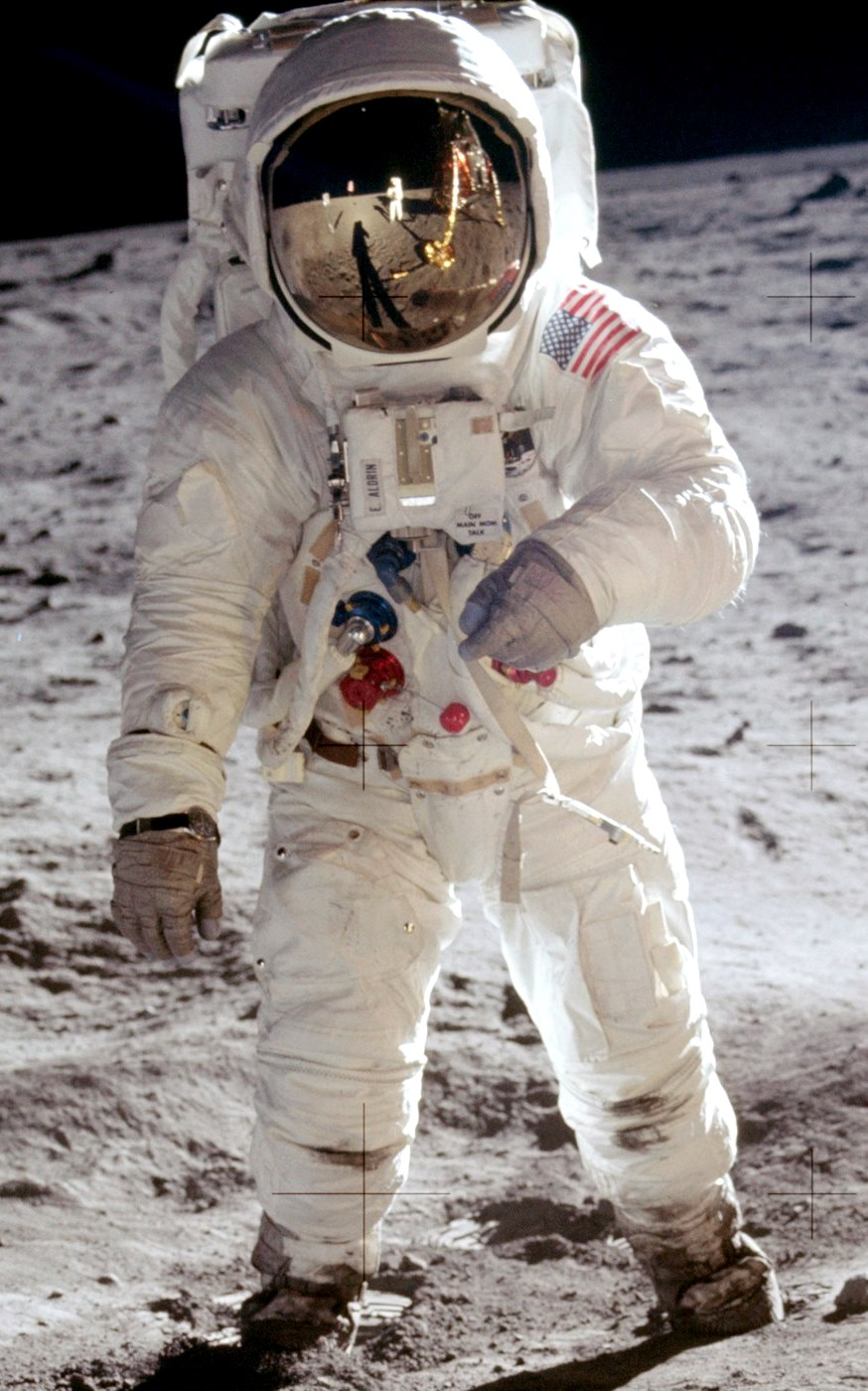
Buzz Aldrin dans sa combinaison spatiale, sur la Lune (Apollo 11, juillet 1969).

### Atmosphère et pression

#### Dans les véhicules spatiaux
Au niveau de la mer, la pression atmosphérique est de 1 atmosphère (1013 hectopascals). Cette pression résulte à hauteur de 79 % de la présence d'azote et de 21 % de la présence d'oxygène. Mais l'homme peut vivre sous une pression beaucoup plus faible comme le prouvent les populations habitant l'altiplano (Amérique du Sud) à près de 4 000 mètres d'altitude. Les vaisseaux des premières missions américaines de l'ère spatiale, dont celles du programme Apollo, se contentaient d'une atmosphère composée uniquement d'oxygène avec une pression réduite à 0,33 atmosphère (pour Apollo). Une atmosphère de ce type permet de réduire la masse du vaisseau car l'épaisseur de la coque pressurisée peut être réduite. Elle permet également de simplifier le système de support de vie par la disparition du circuit d'azote et de faciliter les sorties extra-véhiculaires en réduisant le temps consacré à purger l'organisme de son azote. Mais une atmosphère composée d'oxygène pur constitue un danger comme l'a montré l'incendie tragique d'Apollo 1 et peut se révéler toxique pour l'organisme un poison sur le long terme (hyperoxie). C'est pour cette raison qu'une atmosphère similaire à celle de la Terre (pression, composition des gaz) est maintenue à bord des stations spatiales (Skylab, Saliout, Mir et Station spatiale internationale) dans lesquelles les astronautes effectuent des séjours de longue durée.

#### Dans le cadre des sorties dans l'espace
Il est exclu de maintenir une pression atmosphérique identique à celle de la Terre dans une combinaison spatiale. En effet dans le vide une combinaison sous cette pression est complètement rigide et interdit pratiquement tout mouvement des membres. Par ailleurs l'emport d'azote complique le système de support de vie portable qui doit être le moins encombrant possible. Toutes les combinaisons spatiales, qu'elles soient russes ou américaines, utilisent une atmosphère d'oxygène pur avec une pression nettement inférieure à 1 atmosphère pour permettre une certaine mobilité. Ainsi en ce qui concerne les combinaisons spatiales utilisées pour les sorties dans l'espace depuis la Station spatiale internationale, la pression dans la combinaison EMU américaine est de 0,3 atmosphère (300 hectopascals) alors que la combinaison russe Orlan a une pression de 0,4 atmosphère (400 hectopascals) et est donc théoriquement plus rigide à l'usage. Il résulte de cette caractéristique et d'une approche différente des risques d'accident de décompression un temps de préparation avant les sorties extra-véhiculaires très différents : un cosmonaute russe se prépare en respirant durant une demi-heure de l'oxygène sous une pression identique à celle de sa combinaison spatiale ce qui correspond pratiquement au délai nécessaire pour enfiler sa tenue ; un astronaute utilisant l'EMU doit en revanche se préparer en respirant durant 4 heures l'oxygène sous pression réduite.

### Mobilité
Les premières sorties dans l'espace dans les années 1960 ont mis en évidence que la combinaison pressurisée limitait fortement à la fois la mobilité des membres et la dextérité manuelle. Du fait de la rigidité de la combinaison pressurisée, réaliser des mouvements très simples entrainait une importante dépense d'énergie qui épuisait rapidement un homme même en très bonne condition physique. Ainsi au cours des sorties extra-véhiculaires du programme Gemini la combinaison spatiale à usage mixte (intra-véhiculaire et extra-véhiculaire) utilisée maintenait par défaut les membres de l'astronaute dans une position assise correspondant à son utilisation à l'intérieur du vaisseau. L'astronaute devait faire un effort important et constant pour modifier la position de son bras, et était dans l'incapacité d'effectuer des taches longues nécessitant de lever un bras au-dessus du niveau de l'épaule ou de l'abaisser au-dessous de sa taille.

## Les types de combinaison
| |  |  |
| Comparaison entre, à gauche, une combinaison spatiale à usage intra-véhiculaire (plus précisément une ACES), et à droite, une combinaison à usage extra-véhiculaire (plus précisément une EMU). On peut noter la différence d’encombrement. |  |  |

Il existe trois types de combinaison spatiale :
Les combinaisons optimisées pour les activités intra-véhiculaires.
Il s'agit du premier type de combinaison spatiale développé au début de l'ère spatiale, lorsqu'aucune activité spatiale extravéhiculaire n'était incluse dans les missions. Leur objectif est de protéger le membre de l'équipage du vaisseau spatial d'une décompression accidentelle ou d'une contamination de l'atmosphère de la cabine par un produit toxique. Elle doit permettre une évacuation dans l'urgence du vaisseau et la survie une fois la cabine évacuée. Elle est portée en particulier durant le lancement jusqu'à la mise en orbite ainsi que durant la rentrée atmosphérique du vaisseau. Compte tenu de ces objectifs, elle doit être légère et peu encombrante. Enfin, le confort de la combinaison est très important notamment l'absence de parties rigides, car l'astronaute subit des accélérations importantes (jusqu'à 20 g si le déroulement du lancement ou de la rentrée se passent mal) et le vaisseau est soumis à d'importantes vibrations. Ces combinaisons incluent notamment une réserve d'oxygène, un système de refroidissement avec circuit liquide, un système de communications, une bouée permettant à l'astronaute de flotter en cas d'amerrissage, des équipements de survie (lampe flash, fusée de détresse, etc.) et éventuellement un parachute ou au moins un système permettant d'en accrocher un. La combinaison spatiale russe Sokol utilisée à bord des vaisseaux Soyouz et l'ACES portée par l'équipage de la Navette spatiale américaine sont les représentants les plus récents de ce type de combinaison spatiale.
Les combinaisons spatiales destinées aux activités extra-véhiculaires
Les combinaisons spatiales destinées aux activités extra-véhiculaires sont utilisées exclusivement durant les sorties dans l'espace ou sur la Lune ou à terme sur d'autres corps planétaires. Leurs caractéristiques peuvent varier en fonction de la mission précise que l'astronaute doit remplir mais elles comprennent toutes un système de protection thermique efficace contre des températures pouvant aller de −121 °C à +157 °C, une protection contre les rayons cosmiques et les micrométéorites, un éclairage, des points d'accrochage pour les outils. Ce type de combinaison doit permettre à l'astronaute de conserver une grande mobilité sans devoir exercer en permanence des forces trop importantes. Dans la Station spatiale internationale, Russes (combinaison Orlan) comme Américains (EMU) utilisent ce type de combinaison spatiale qui comprend un torse rigide et au niveau des articulations des joints avec roulements à billes qui accroissent la mobilité du porteur. Le poids de ces combinaisons comme la présence de nombreux points de contact durs interdisent leur utilisation durant les phases de lancement ou de rentrée atmosphérique. Ce type de combinaison est apparu relativement tardivement : en 1971 pour les Russes (Orlan D) et en 1983 pour les Américains (EMU).
Les combinaisons spatiales mixtes adaptées à la fois aux activités intra-véhiculaires et extra-véhiculaires.
Les combinaisons adaptées aux deux usages ont été utilisées au début de l'ère spatiale pour faire face aux contraintes d'encombrement et de masse qui ne permettaient pas l'emport de deux combinaisons pour un même membre d'équipage. Les combinaisons spatiales A7L du programme Apollo sont de ce type. Elles présentent l'inconvénient d'être inconfortables pour les astronautes durant les phases d'accélération et constituent un handicap par leur encombrement et leur poids en cas d'évacuation d'urgence du vaisseau spatial. Pour les raisons énoncées, ce type de combinaison spatiale n'est plus utilisé depuis les années 1970 par les Russes comme par les Américains. Toutefois dans le cadre de futures missions vers la Lune ou Mars, le recours à ce type de combinaison spatiale pourrait revenir à l'ordre du jour pour répondre aux capacités d'emport limitées des vaisseaux spatiaux utilisés.

## Les différents composants d'une combinaison spatiale
Afin de préserver l'intégrité physique de l'astronaute durant une activité extra-véhiculaire (souvent abrégée en EVA, sigle pour « Extra-Vehicular Activity »), la combinaison spatiale doit fournir :
- une pression interne stable (actuellement de 0,29 atmosphère), cet air n'est renouvelé que par du dioxygène pur, pour assurer une respiration normale à une si faible pression (qui correspond à celle du sommet de l'Everest)
- une réserve d'eau, d'oxygène et un épurateur de gaz ;
- un moyen d'approvisionnement et d'évacuation des gaz et liquides, y compris des urines ;
- un système de régulation de la température, qui oscille entre −100 °C à +120 °C (une bonne isolation et un système de refroidissement par circulation d'eau dans des petits tubes incorporés au sous-vêtement LCVG) ;
- une protection contre les radiations électromagnétiques ;
- une protection contre les micrométéorites grâce à des matériaux résistants (Kevlar...) ;
- un système de communication UHF par lequel passent également la télémétrie et l'EEG ;
- la mobilité et l'autonomie de l'astronaute lors des EVA ;
- des connexions additionnelles (embouts, interfaces, etc).

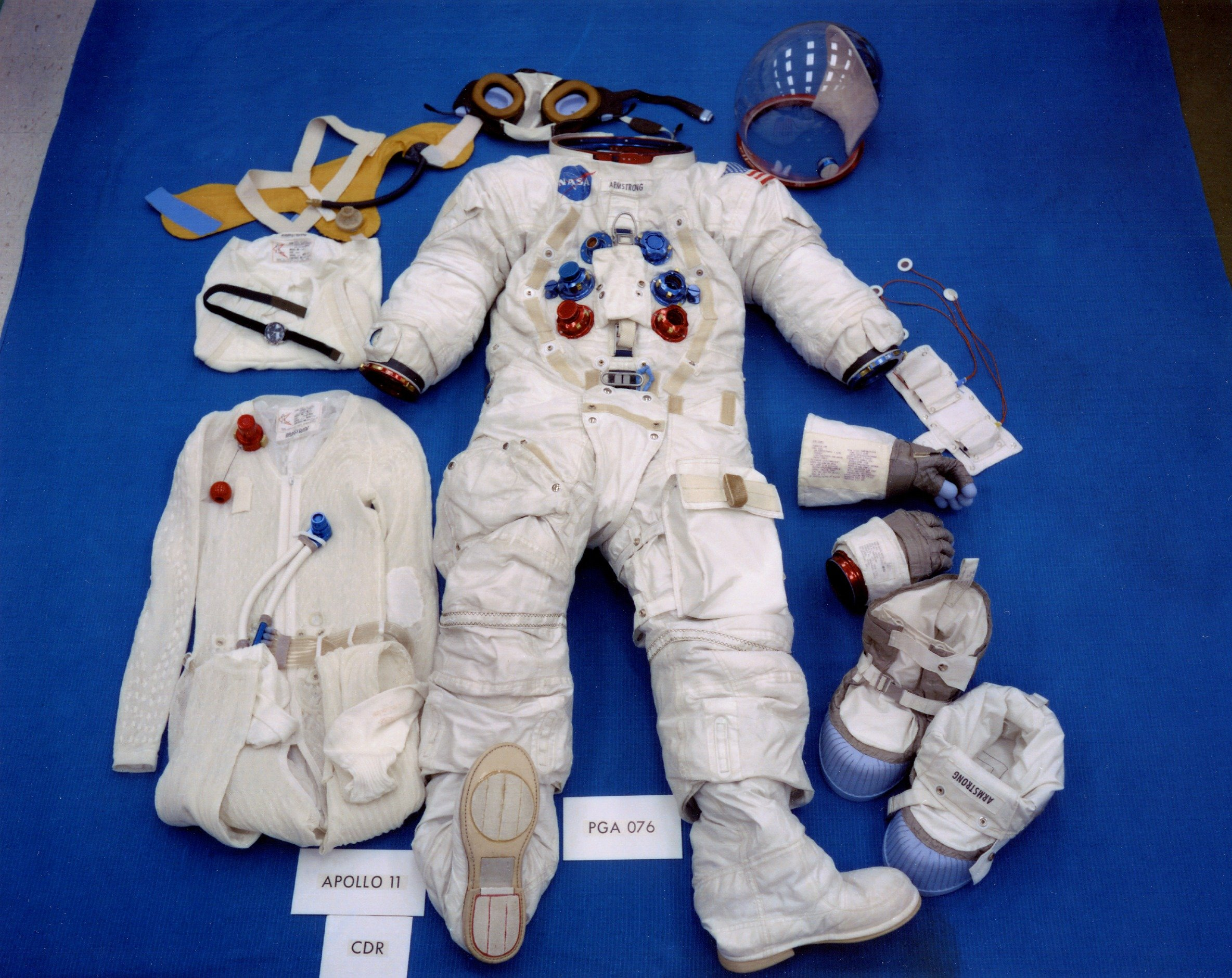
Tous les éléments de la combinaison A7L portée par Armstrong sur la Lune
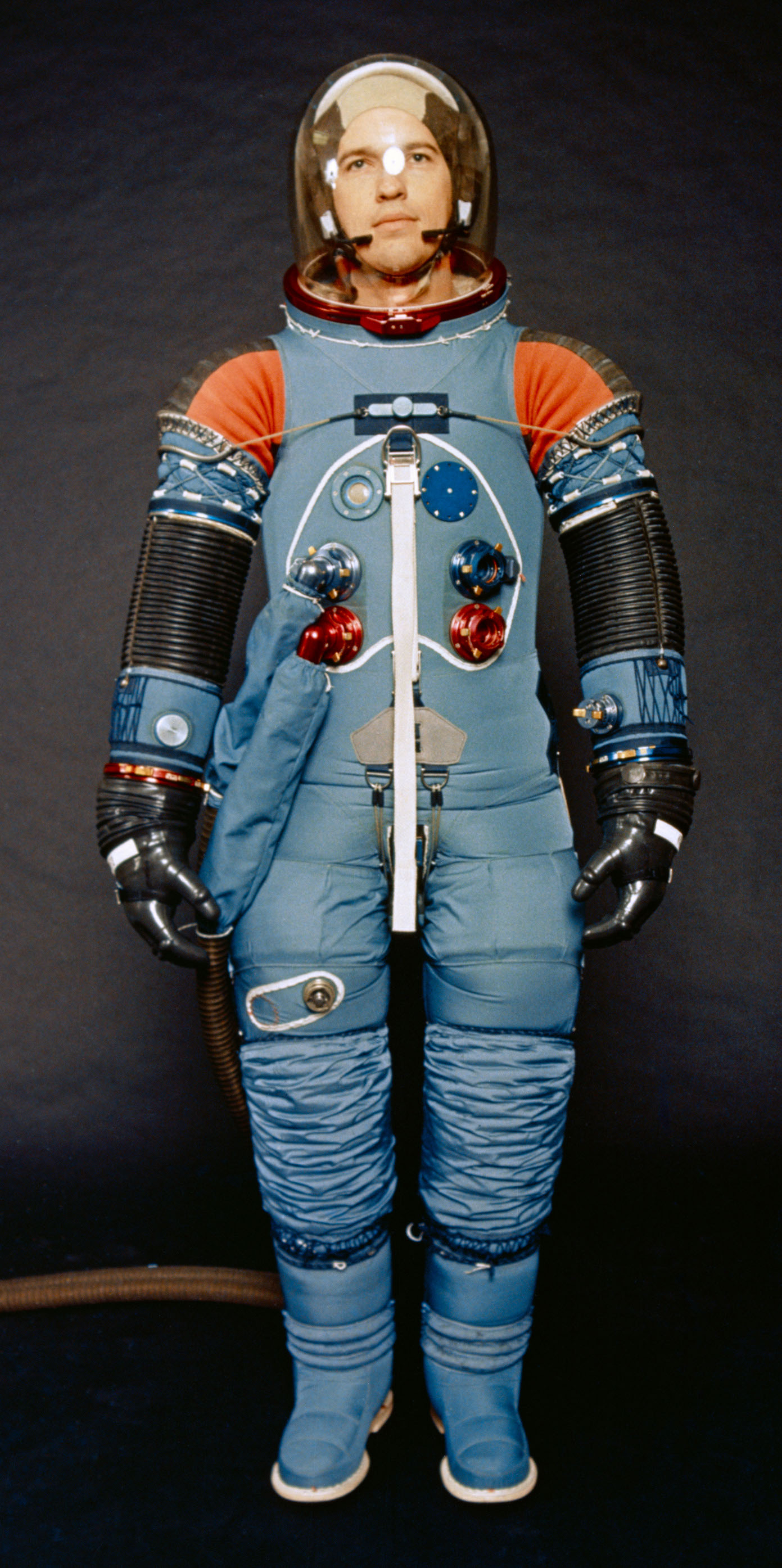
La combinaison A7L sans les protections thermique et antimétéorite normalement intégrées. Cette vue permet de faire apparaître les soufflets qui assurent une mobilité minimale aux astronautes.
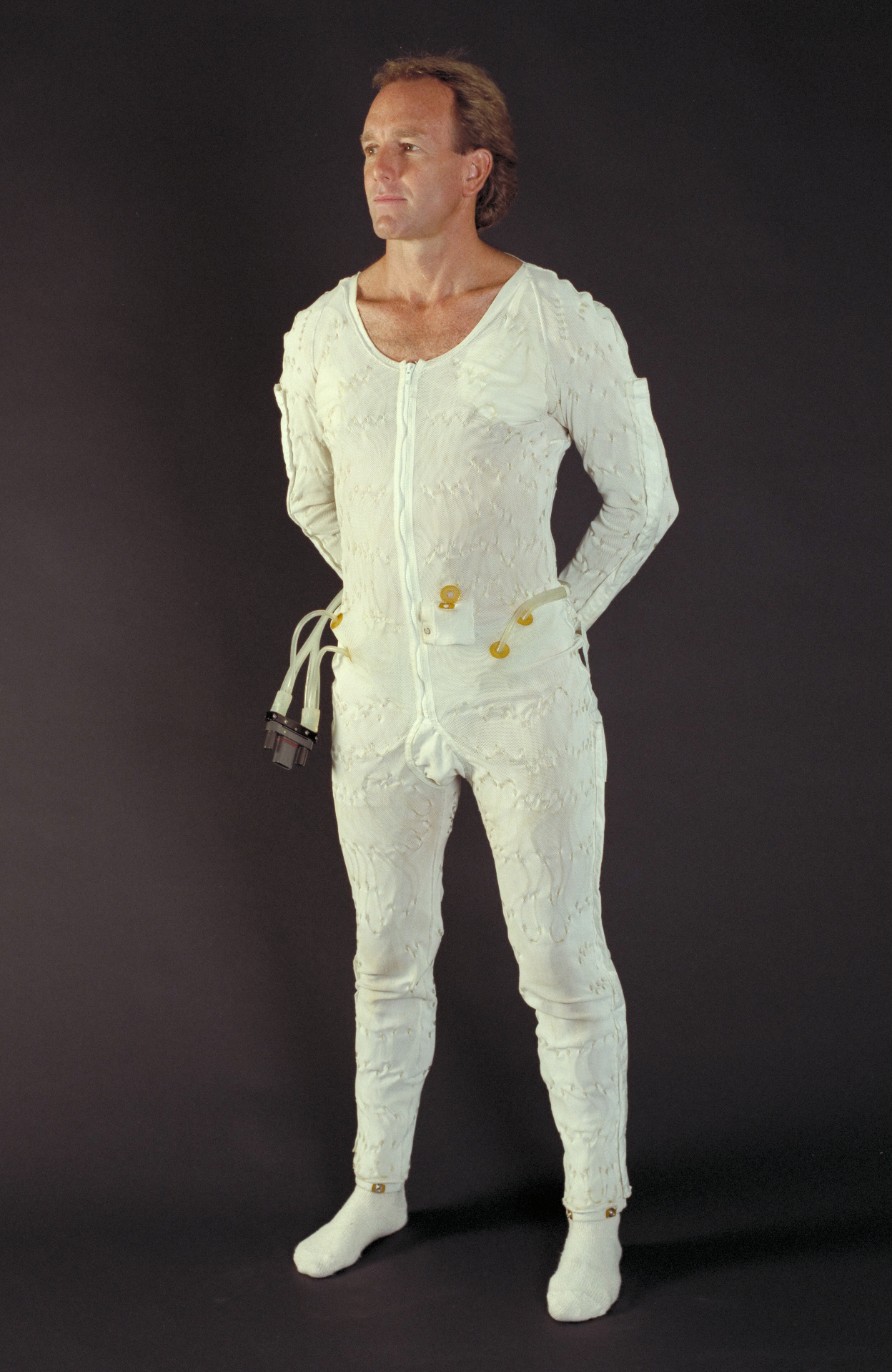
Sous-vêtement de ventilation avec circuit de refroidissement incorporé
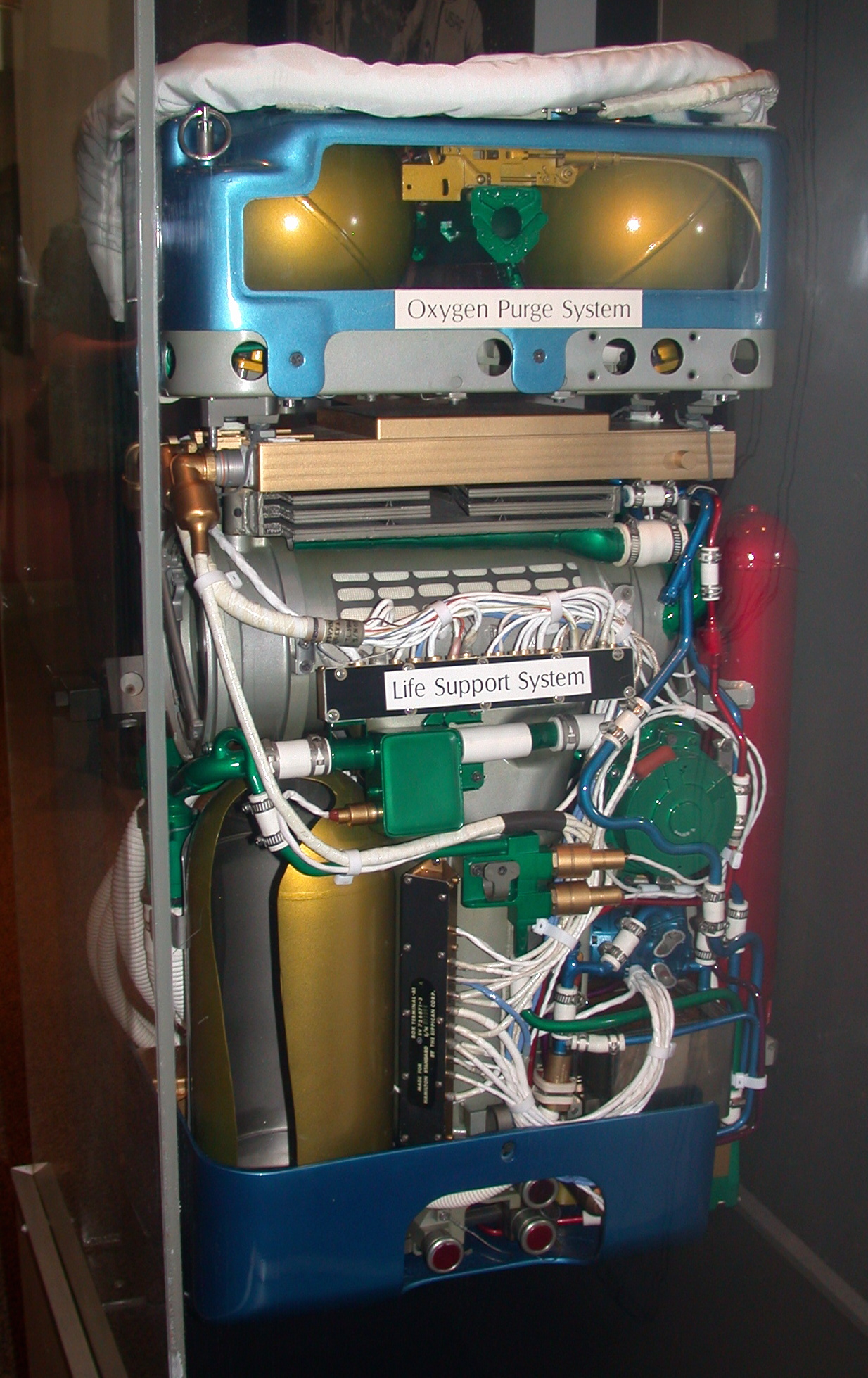
Système de support vie de l'A7L
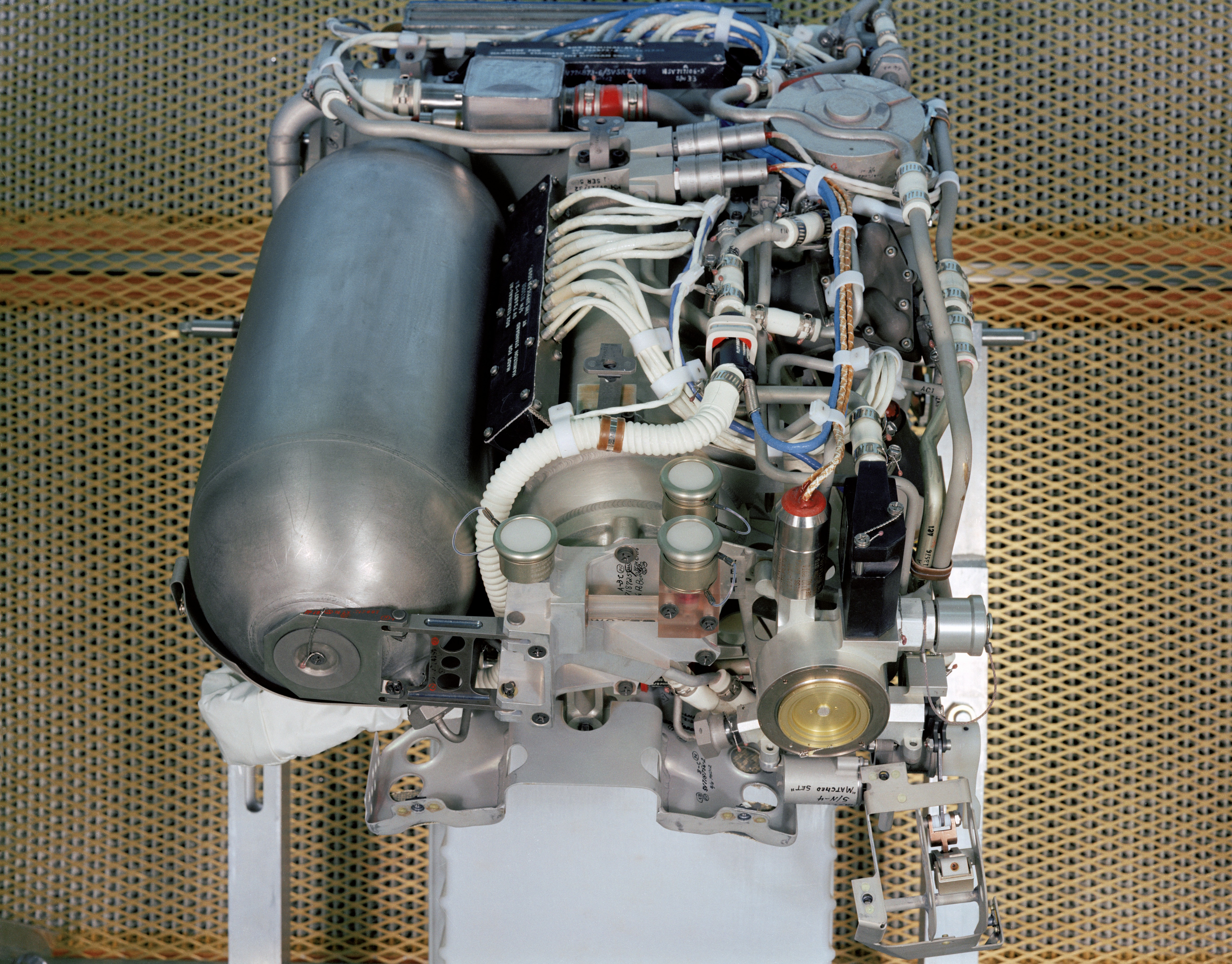
Autre vue du système de support vie de l'A7L sans la coque de protection
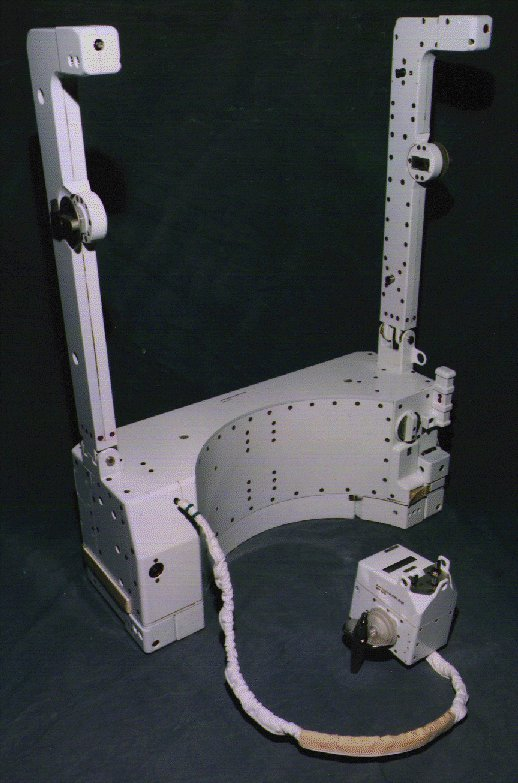
Le SAFER

## Historique

### Au temps de l'aviation
Avec le développement des techniques de l'aviation au début du XXe siècle, les aviateurs sont amenés à voler de plus en plus haut. En gagnant en altitude les pilotes d'avion sont confrontés à deux obstacles :
- l'oxygène se raréfie : la pression de l'air (et donc la pression partielle de l'oxygène) diminue de moitié à chaque fois qu'on s'élève de 5,5 km. À partir de 3 km d'altitude le pilote risque l'hypoxie qui entraine la perte de conscience dans un délai qui dépend de chaque individu.
- la température chute d'environ 5 °C à chaque fois qu'on s'élève d'un kilomètre

Pour s'affranchir de ces contraintes, on met au point durant la Première Guerre mondiale les premiers masques à oxygène et les pilotes sont équipés de vêtements épais destinés à combattre le froid. Dans les années 1920, des pilotes qui tentent d'établir de nouveaux records, utilisent les premières combinaisons de vol comportant des masques à oxygène et protections thermiques intégrés. Mais lorsque l'altitude dépasse 10 km, les masques à oxygène ne permettent plus de fournir suffisamment d'oxygène aux poumons. Dès cette époque les combinaisons entièrement pressurisées sont mises à l'étude. Toutefois leur mise au point sera longue. La première combinaison de ce type, ne permettant aucune mobilité, est la Tch-1 réalisée par l'ingénieur soviétique E.E. Tchertovski en 1931 pour des tentatives de record d'altitude en ballon. À peu près à la même époque une combinaison pressurisée est mise au point en Angleterre par le professeur John Scott Haldane et le spécialiste des scaphandres de plongée sous-marine Robert H. Davis : elle est utilisée par le pilote militaire anglais R.F.D. Swain pour établir un nouveau record d'altitude (15,4 km) en 1936. Aux États-Unis, le pilote Wiley Post tente en 1934 d'établir de nouveaux records de vitesse de traversée de son pays de la côte Ouest à la côte Est en utilisant les courants-jets qui circulent à très haute altitude. À cet effet il porte une combinaison étanche pressurisée et réchauffée par les gaz sortant du moteur de son avion. En Espagne Emilio Herrera Linares réalise  un prototype de combinaison spatiale pour les vols en ballon à très haute altitude. Développée dans les ateliers du Cercle des Montgolfières de Guadalajara et dans le Laboratoire d'aérodynamique des Quatre-Vents, elle comprenait un microphone, un ensemble à respirer antivapeur, des thermomètres, des baromètres et plusieurs outils pour mesurer et prélever des échantillons.

### Dans l'espace
Le programme Gemini est le premier programme américaine au cours duquel des sorties extravéhiculaires sont réalisées. La combinaison spatiale intravéhiculaire utilisée comporte 5 couches distinctes et pour les sorties extravéhiculaires elle comprend deux couches supplémentaires. Toutes ces sorties dans l'espace ont été réalisées en ayant recours à un cordon ombilical pour l'alimentation en oxygène depuis le vaisseau spatial. En tout 9 sorties extravéhiculaires sont effectuées au cours de cinq missions Gemini.  La première sortie dans l'espace américaine a été réalisée par Edward White le 3 juin 1965. Les suivantes ont permis de mettre au point les procédures et de démontrer que des techniques viables pouvaient être mises en œuvre réaliser des opérations dans ce nouvel environnement particulièrement hostile. Les principaux problèmes rencontrés ont été la présence de buée dans le casque et la température trop élevée générée par l'activité métabolique très intense (principalement du aux contraintes associées à la combinaison spatiale et à un entrainement insuffisant). Le temps cumulé  passé dans l'espace est de 12 heures et 22 minutes. 

## Les recherches
Les agences spatiales cherchent à intimement faire converger dans une combinaison qui pourrait évoluer vers un exosquelette 3 technologies (matériaux avancés, biomimétique et TIC) de manière à produire des combinaisons plus légères et fiables, permettant une meilleure mobilités et un bon confort thermique par une émissivité mieux contrôlée,, (par exemple pour l'exploration de Mars), tant pour la vie dans une station spatiale que pour les sorties extérieures.
- Au début des années 2000 Biosuit est un projet (MIT-NASA) de vêtement financé par l’Institute for Advanced Concepts (NASA) construit pour une personne, parfaitement adapté à sa taille et à sa morphologie, bien moins volumineux et lourd qu’une combinaison spatiale classique, mais surtout conçu comme une sur-peau capable de maintenir sa pression intérieure sans injection de gaz, grâce à un ensemble de fibres rigides (nylon, kevlar), entrelacées qui à la fois resserrent et rigidifient le costume, mais optimalement, uniquement sur les parties du corps où cela ne gêne pas le mouvement (grâce à des travaux préalables de Dainese, qui a calculé la géographie des « lignes ellipsoïdales de non-extension » d'un corps humain ; c'est-à-dire des zones moins élastiques, qui ne s’allongent, ne gonflent ni ne se contractent pendant lors de nos mouvements). Ces lignes permettent si elles sont rigidifiées par la combinaison de mécaniquement soutenir et pressuriser le corps de l’astronaute, sans limiter sa mobilité. Ceci impose que ces lignes soient parfaitement positionnées, ce qui sera fait à partir d'une modélisation préalable du corps de la personne qui portera la combinaison « biosuit »[14],[15].
- Le MIT, la NASA et l’ESA, toujours en s'appuyant sur les travaux de Dainese ont complété ce travail en créant une sur-combinaison (Skinsuit) capable elle d'au moins partiellement compenser les effets de l’apesanteur sur la musculature, le métabolisme et les os. Elle est pour partie élastique et pour partie rigide, comprimant certaines parties du corps pour simuler les effets de la gravité sur l'organisme.
- On cherche aussi à en réduire les coûts (qui contribue à celui du temps passé en microgravité, évalué en 2016 à près de 625 $ US par seconde[16].)

## Les combinaisons spatiales développées

### Les combinaisons spatiales américaines
Plusieurs types de combinaison spatiale ont été développés pour répondre aux besoins spécifiques des différents programmes spatiaux américains (Programme Mercury, Gemini, Apollo, Navette spatiale américaine, Station spatiale internationale et programme Artemis) en intégrant les nouvelles technologies progressivement mises au point. Trois types de combinaison ont été développés : des combinaisons destinées à être portées dans le vaisseau durant les phases de vol critiques, des combinaisons spatiales utilisées pour les sorties extravéhiculaires dans l'espace ou à la surface de la Lune et des combinaisons à usage mixte.
| Combinaison | Programme                                                   | Développt | Utilisation   | Usage                                                                               | Autonomie                                     | Masse                                    | Pression  | Diamètre     | Nbre fabriqué                            | Fabricant                        |
| --- | ----------------------------------------------------------- | --------- | ------------- | ----------------------------------------------------------------------------------- | --------------------------------------------- | ---------------------------------------- | --------- | ------------ | ---------------------------------------- | -------------------------------- |
| Mercury IVA | Mercury                                                     | 1959      | 1961-1963     | Dépressurisation¹                                                                   | Pas de limite                                 | 10 kg                                    | 0,26 bar  |              | 32                                       | Goodrich                         |
| Gemini V IEVA² | Gemini                                                      | 1962-1965 | 1965-1966     | Dépressurisation¹ et Sortie extravéhiculaire                                        | Pas de limite³                                | 15,4 kg                                  | 0,26 bar  |              | 42                                       | David Clark AiResearch           |
| Apollo 15⁴ | Apollo                                                      | 1965-1972 | 1967-1973     | Sortie extravéhiculaire dans l'espace et à la surface de la Lune, dépressurisation¹ | 7 h. (nominal) ; Réserve secours : 30 minutes | 96,2 kg⁵ dont 60,8 kg pour le PLSS⁶      | 0,26 bar  | 762x762 mm   | 105 et 34 PLSS                           | Hamilton Sundstrand et ILC Dover |
| Launch Entry Suit | Navette spatiale américaine                                 | 1978-1981 | 1981-1986     | Dépressurisation¹                                                                   |                                               | 18 kg                                    | 0,19 bar  |              | 13                                       | David Clark                      |
| ACES | Navette spatiale américaine                                 | 1986-1988 | 1988-2011     | Dépressurisation¹ et évacuation⁷                                                    | 10 minutes                                    | 42,6 kg dont 13,6 kg pour la combinaison | 0,19 bar  |              | 49                                       | David Clark                      |
| EMU (base) | Navette spatiale américaine                                 | 1974-1981 | 1983 - 2002   | Sortie extravéhiculaire                                                             | 8 h. (nominal) ; Réserve secours : 30 minutes | 96,2 kg dont 65,8 kg pour le PLSS        | 0,3 bar   | 508x 702 mm  | Combinaison pressurisée : 52 ; PLSS : 17 | Hamilton Sundstrand et ILC Dover |
| EMU (évolution) | Navette spatiale américaine Station spatiale internationale | 1990-1998 | 1998 - 2030 ? | Sortie extravéhiculaire                                                             | 8 h. (nominal) ; Réserve secours : 30 minutes | 140 kg dont 85 kg pour le PLSS           | 0,3 bar   | 559 x 762 mm | Combinaison pressurisée : 44 ; PLSS : 1⁸ | Hamilton Sundstrand et ILC Dover |
| OCSS | Programme Artemis                                           | 2021-2025 | 2026 -        | Dépressurisation¹                                                                   | 6 jours                                       |                                          |           |              |                                          |                                  |
| AxEMU | Programme Artemis                                           | 2021-2027 | 2028 -        | Sortie extravéhiculaire dans l'espace et à la surface de la Lune                    | 8 h. (nominal) ; Réserve secours : 30 minutes |                                          | > 0,2 bar | ∅ 800 mm     |                                          | Axiom                            |
| ¹ Dépressurisation accidentelle du vaisseau - ² D'autres modèles ont été utilisés sur certains vols Gemini - ³ Alimentation par cordon ombilical - ⁴ Plusieurs versions aux caractéristiques différentes ont été utilisées durant le programme Apollo - ⁵ Pour les sorties à la surface de la Lune - ⁶ PLSS = "Sac à doc" contenant le système de support de vie - ⁷ Inclut un parachute et un système de survie - ⁸ Les PLSS de la version de base ont été modifiés pour être utilisés avec la version améliorée de l'EMU. |                                                             |           |               |                                                                                     |                                               |                                          |           |              |                                          |                                  |

#### Programme Mercury
La combinaison spatiale des missions Mercury, baptisée Mercury IVA est utilisée pour permettre à un astronaute de faire face à un événement de décompression (combinaison intravéhiculaire). Elle  est directement dérivée des combinaisons utilisées par les pilotes d'essais d'avions volant à très haute altitude. Elle est développée par la société Goodrich et fabriquée à 32 exemplaires de vol (plus 4 prototypes). Elle est utilisée par les astronautes des six vols Mercury entre 1961 et 1963.

#### Programme Gemini
Au cours des missions du programme Gemini, les astronautes ont utilisé plusieurs modèles de combinaison spatiale. La première mission avec équipage du programme, Gemini III, est la seule à mettre en œuvre la combinaison spatiale intravéhiculaire G3C conçue par David Clark Company. Celle-ci dérive d'une combinaison utilisée par les pilotes de l'avion-fusée expérimental X-15. Conçue pour faire face à une décompression du vaisseau spatiale, elle comprend également un parachute et un kit de flottaison. Sa masse est de 10,7 kilogrammes et elle maintient une pression partielle d'oxygène de 0,26 bars. Une quinzaine de prototypes sont fabriquées et quatorze combinaisons fonctionnelles sont fournies dont deux seront utilisées en vol. 
Pour le vol suivant, Gemini IV, un des deux astronautes doit effectuer une sortie extravéhiculaire (la première sortie dans l'espace d'un américain) ce qui impose de modifier la G3C en profondeur. Dans cette nouvelle version, baptisée G4C, le vêtement externe n'est plus constitué d'une simple couche de matériau mais comprend une couche de nylon de protection contre les micrométéorites, 7 couches de mylar aluminisé réduisant les échanges thermiques et une couche externe de matériau HT-1 faite de nylon et de nomex supportant des températures élevées et protégeant également contre les micrométéorites. Le casque est pourvu d'une visière réfléchissante (dépôt d'or) et les gants sont modifiés pour les besoins de préhension. L'oxygène est fourni par un cordon ombilical souple qui connecte la combinaison spatiale au système de support de vie du vaisseau spatial mais en secours l'oxygène peut être fournie par un petit réservoir fixé à la combinsaison spatiale fournissant une autonomie de 9 minutes,.
Les combinaisons spatiales utilisées pour les vols suivants (Gemini V à Gemini XII) sauf Gemini VII sont toutes de type G4C mais utilisent pour les sorties extravéhiculaires un système de support de vie autonome, l'ELSS (Extravéhicular Life Support System) qui fournit une autonomie de 30 minutes avec un circuit d'alimentation en oxygène ouvert. La combinaison spatiale a une masse de 15,4 kg et l'équipement ELSS une masse de 21,3 kilogrammes. Pour se déplacer dans l'espace les astronautes disposent d'un pistolet à gaz comprimé, l'HHMU, alimenté par deux bouteilles d'oxygène sous pression et fournissant une poussée d'environ 20 kilogrammes.
Une variante de la combinaison G4C, baptisée G5C, est développée pour la mission de longue durée Gemini VII. Pour augmenter le confort durant ce séjour prolongé dans l'espace  (14 jours), elle est allégée (7,2 kilogrammes) en supprimant de nombreuses composants rigides. 11 combinaisons sont au minimum fabriquées dont deux sont utilisées en vol.

#### Programme Apollo
Les combinaisons spatiales A7L du programme Apollo sont les plus complexes à avoir été utilisées jusqu'à présent. Construites sur mesure par les entreprises américaines ILC Dover et Hamilton Sundstrand et utilisées entre 1968 et 1975, elles pèsent 72 kg mais l'attraction lunaire étant six fois moins forte que la gravité terrestre, les astronautes avaient l'impression de porter à peine 14 kg. L'autonomie maximale pour les astronautes est de 6 h 30 (moins 2 h de marge de sécurité, permettant des EVA nominales de 4 h 30), correspondant aux réserves d'oxygène, d'énergie électrique et d'eau pour le refroidissement. Limite de températures opérationnelle entre −179 °C et 149 °C. Pression opérationnelle: 0,26 atmosphère.

#### Navette spatiale américaine et Station spatiale internationale
L' Extravehicular Mobility Unit (EMU) est la combinaison spatiale qui équipe les astronautes des équipages de la navette spatiale américaine (1981-2011) puis de la Station spatiale internationale (1999-) lors de leurs sorties dans l'espace. Elle est conçue pour fonctionner en apesanteur et protéger l'astronaute de l'environnement spatial hostile (températures extrêmes, absence d'atmosphère, rayonnement solaire, micrométéorites, radiations) tout en lui permettant de communiquer par radio, de se déplacer et mener à bien des tâches manuelles comme l'assemblage de la station spatiale. L'EMU succède à l'A7L qui était utilisée par les astronautes des missions Apollo à la surface de la Lune. L'EMU a été largement modifiée dans les années 1990 (version Enhanced Extravehicular Mobility Unit) pour répondre aux besoins soulevés par l'assemblage de la station spatiale (mobilité et préhension), traiter les problèmes rencontrés dans la version de base et faire face à la diversification du recrutement des astronautes (corpulence). À bord de la station spatiale elle est utilisée conjointement avec la combinaison russe Orlan. Elle doit être remplacée à terme par l'AxEMU développée pour le programme Artemis dont la première mission à la surface de la Lune est prévue vers 2028. Cette combinaison semi-rigide modulaire est composée principalement d'un sous-vêtement chargé de la régulation thermique, d'une combinaison étanche souple et isolante et d'un sac à dos contenant les équipements du système de support de vie (PLSS).
À compter de mai 2020, le vaisseau spatial Crew Dragon assure la relève des équipages de la Station spatiale internationale non russes (à quelques exceptions individuelles près). Une combinaison spatiale de type intravéhiculaire est développée par le constructeur du vaisseau spatial, SpaceX, et est utilisée par les astronautes qui embarquent dans cet engin spatial. Les spécifications précises de cette combinaison spatiale d'apparence futuriste ne sont pas connues.

#### Programme Artemis
Une nouvelle combinaison spatiale est développée pour les missions du  programme Artemis (2009-) à destination de la surface de la Lune avec un premier vol prévu vers 2028 (Artemis III). La NASA (notamment l'établissement Johnson) consacre plus de 400 millions US$ aux études et prototypes destinés à mettre au point le remplaçant de l'EMU au cours des décennies 2010 et 2020. En 2022 l'agence spatiale renonce à un développement interne et lance un appel d'offres au terme duquel elle sélectionne deux sociétés pour la réalisation des nouvelles combinaisons spatiales. La société Axiom  reçoit 228 millions US$ pour concevoir les deux premières combinaisons spatiales qui seront portées à la surface de la Lune tandis Collins Aerospace reçoit 97,2 millions US$ pour développer les combinaisons spatiales qui seront utilisées dans l'espace. En 2023 la NASA verse une somme complémentaire de 5 millions US$ à chacune des deux sociétés pour que les combinaisons spatiales développées soient adaptées aux deux environnements. Elle réitère ainsi la stratégie de la double source pour lui permettre de faire face à l'échec d'un des deux fournisseurs. L'ensemble de la documentation résultant des travaux internes au sein de l'agence sont transférés gracieusement aux deus sociétés. La combinaison spatiale d'Axiom baptisée AxEMU, acronyme de Axiom Exploration Extravehicular Mobility Unit, est, contrairement à l'EMU,  une combinaison spatiale intégrale semi-rigide dans laquelle on entre par une ouverture dans le dos selon la formule utilisée par l'Orlan russe. Elle présente plusieurs innovations portant notamment sur la gestion le risque lié au régolithe lunaire, la fréquence de renouvellement des consommables utilisés pour éliminer le dioxyde de carbone et la capacité à résister aux températures extrêmes rencontrées dans les régions polaires de la Lune (destination des missions Artemis). Les astronautes devraient inaugurer la nouvelle combinaison au cours de la mission Artemis III prévue vers 2028.
A bord du vaisseau Orion qui les amène en orbite lunaire, les astronautes portent la combinaison spatiale OCSS (Orion Crew Survival System) durant les phases critiques du vol (lancement et rentrée atmosphérique) et dans les situations d'urgence (défaillance du vaisseau, ...). Cette combinaison , qui dérive de celle utilisée à bord de la navette spatiale américaine ( ACES), incorpore plusieurs innovations : casque plus léger et plus solide fourni dans plusieurs tailles, meilleure gestion des échanges thermiques, taille personnalisée, meilleure mobilité au niveau des mains, ... Dans les situations d'urgence (cabine dépressurisée), la combinaison OCSS peut être portée durant 6 jours consécutifs.

Les différentes combinaisons américaines
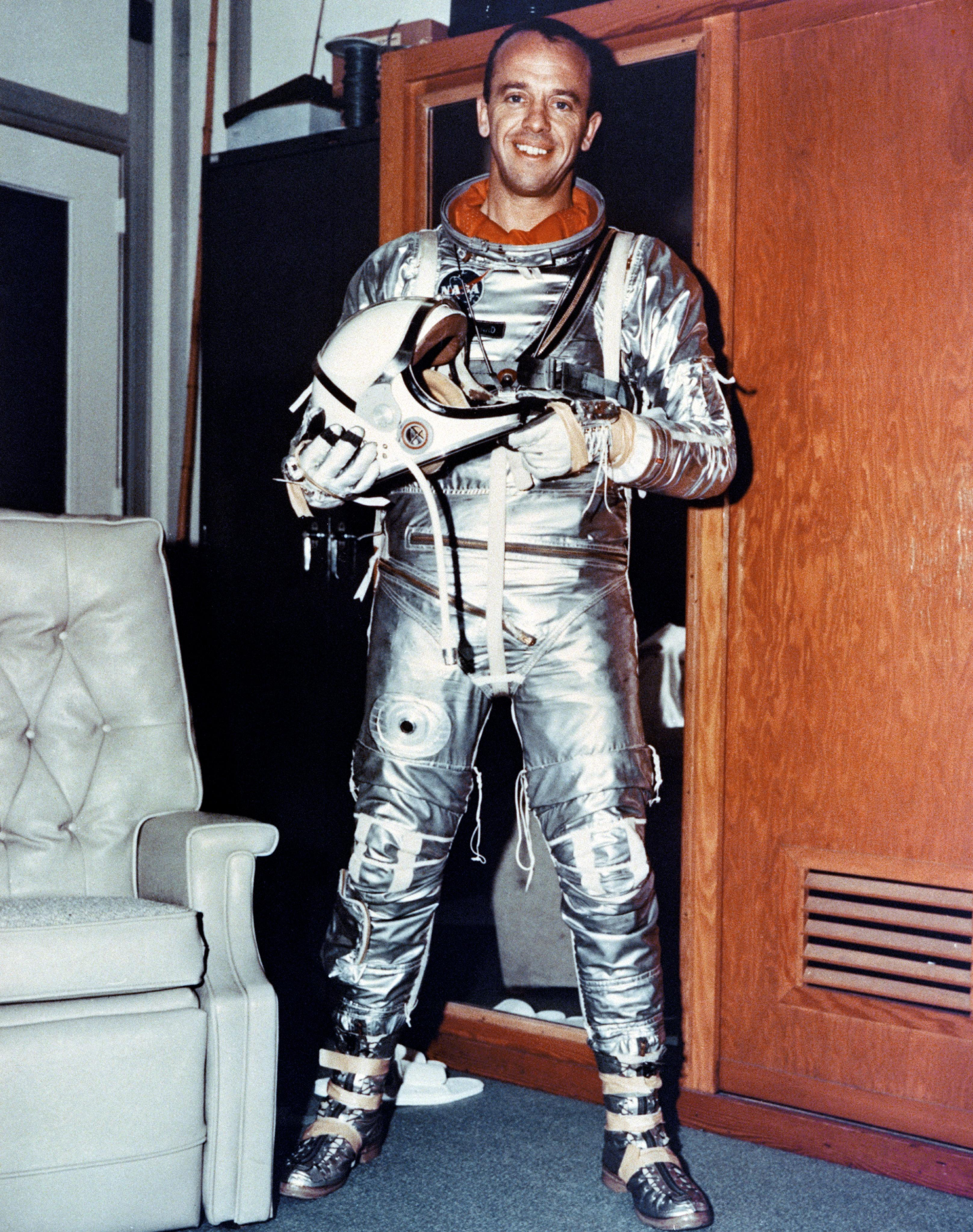
Mercury
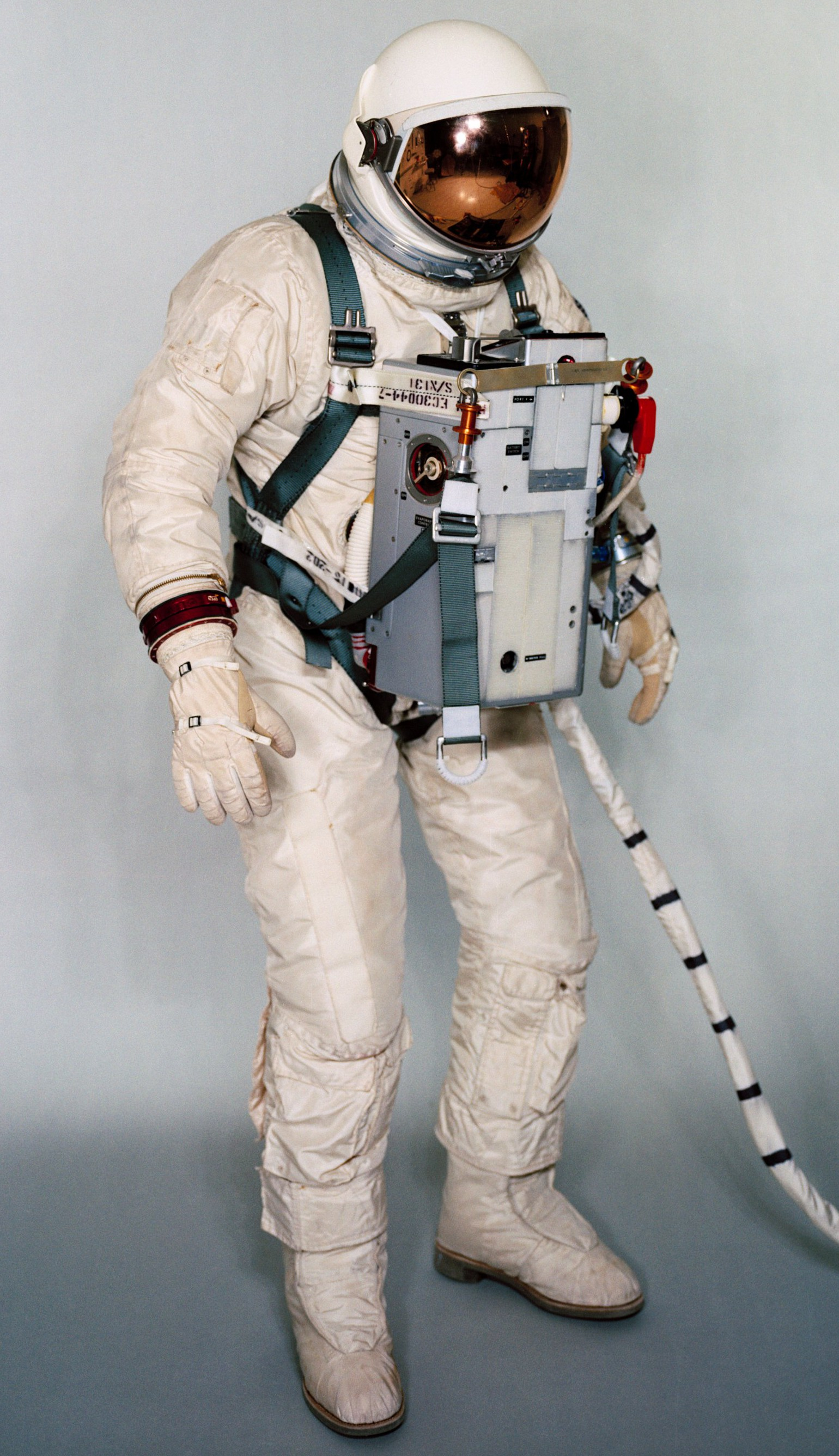
Gemini G4C
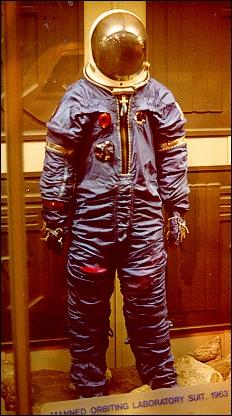
MOL MH-7
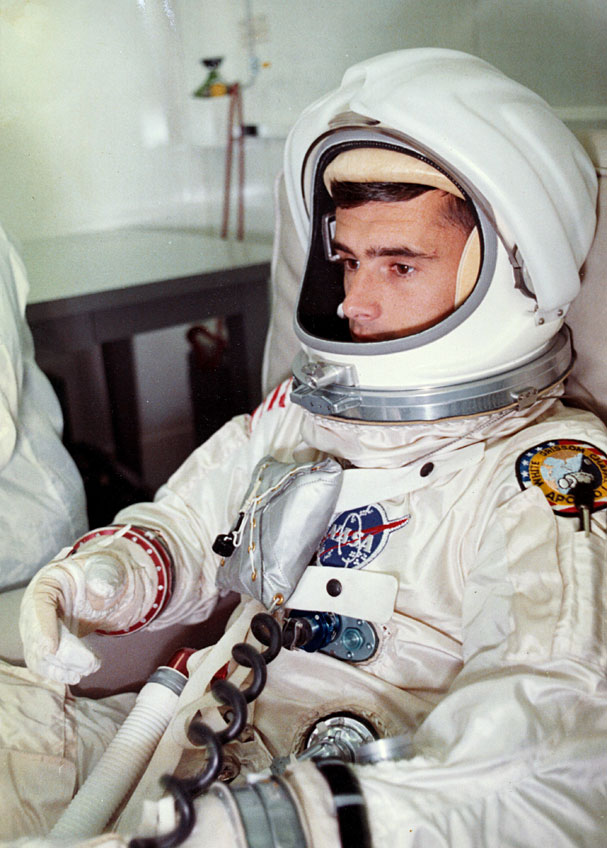
Apollo Block I A1C
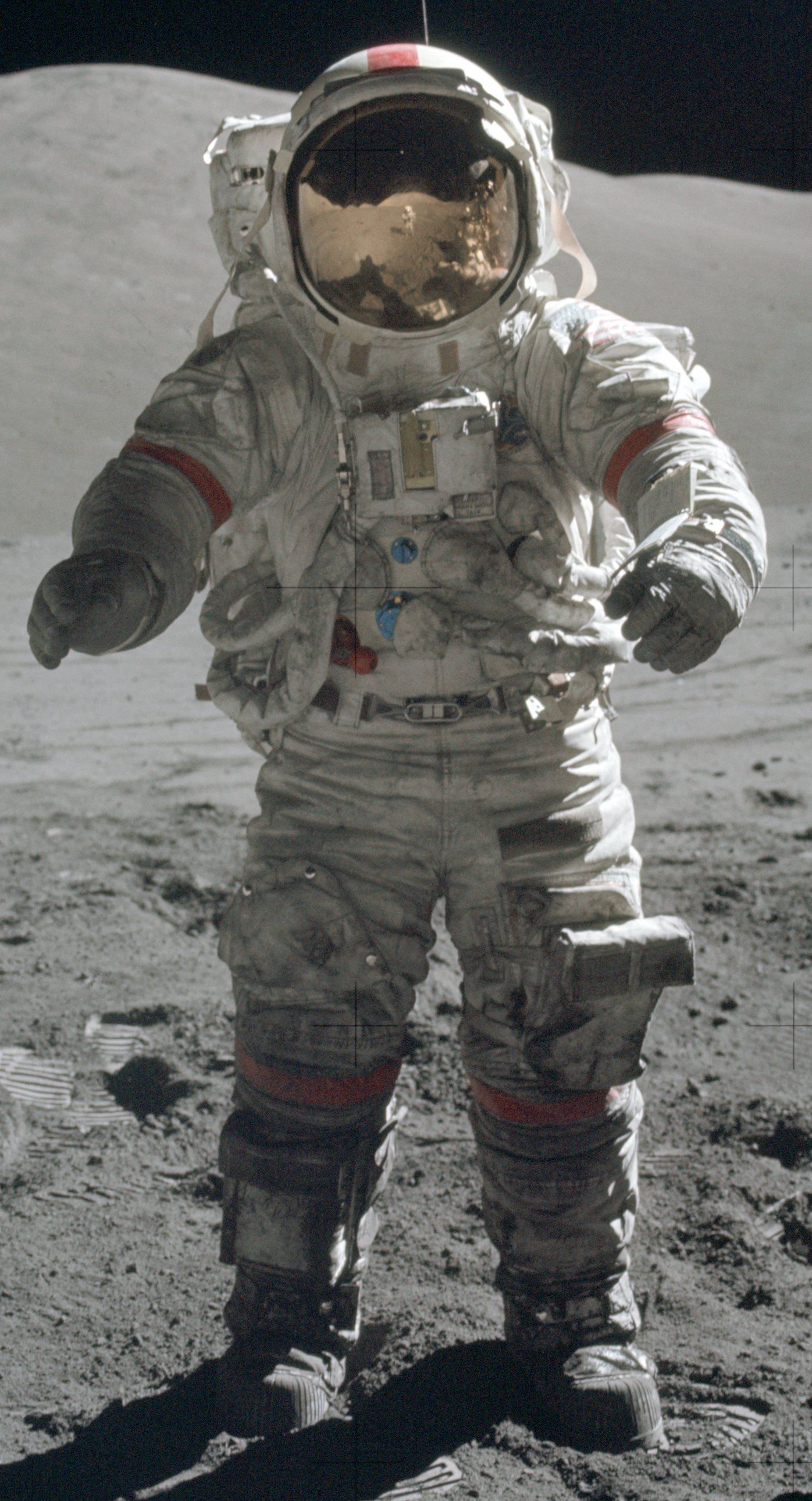
Apollo Block II/Skylab A7L
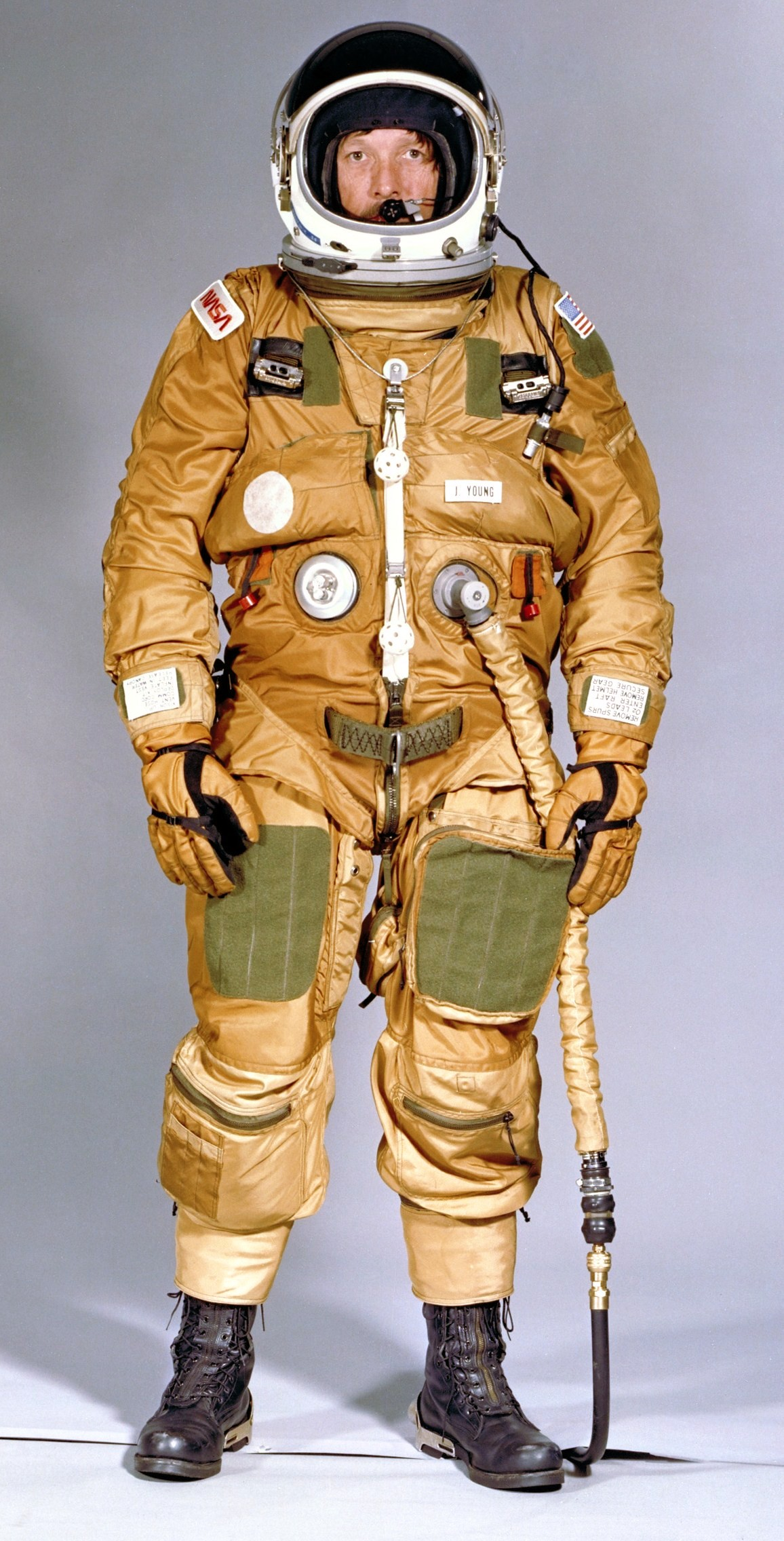
SESE ou Shuttle Ejection Escape Suit (Navette spatiale américaine)
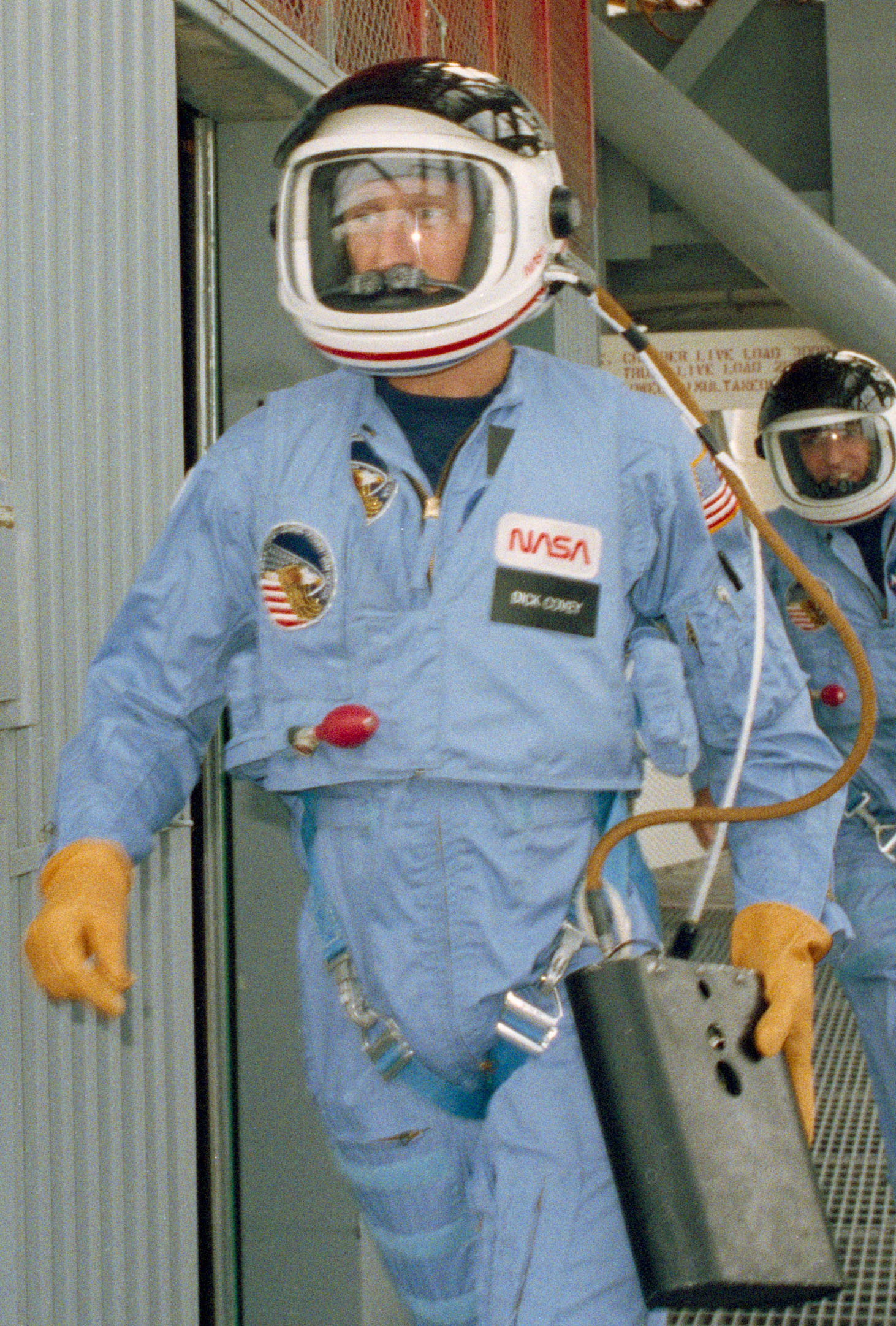
Shuttle Flight Suit (Navette spatiale américaine)
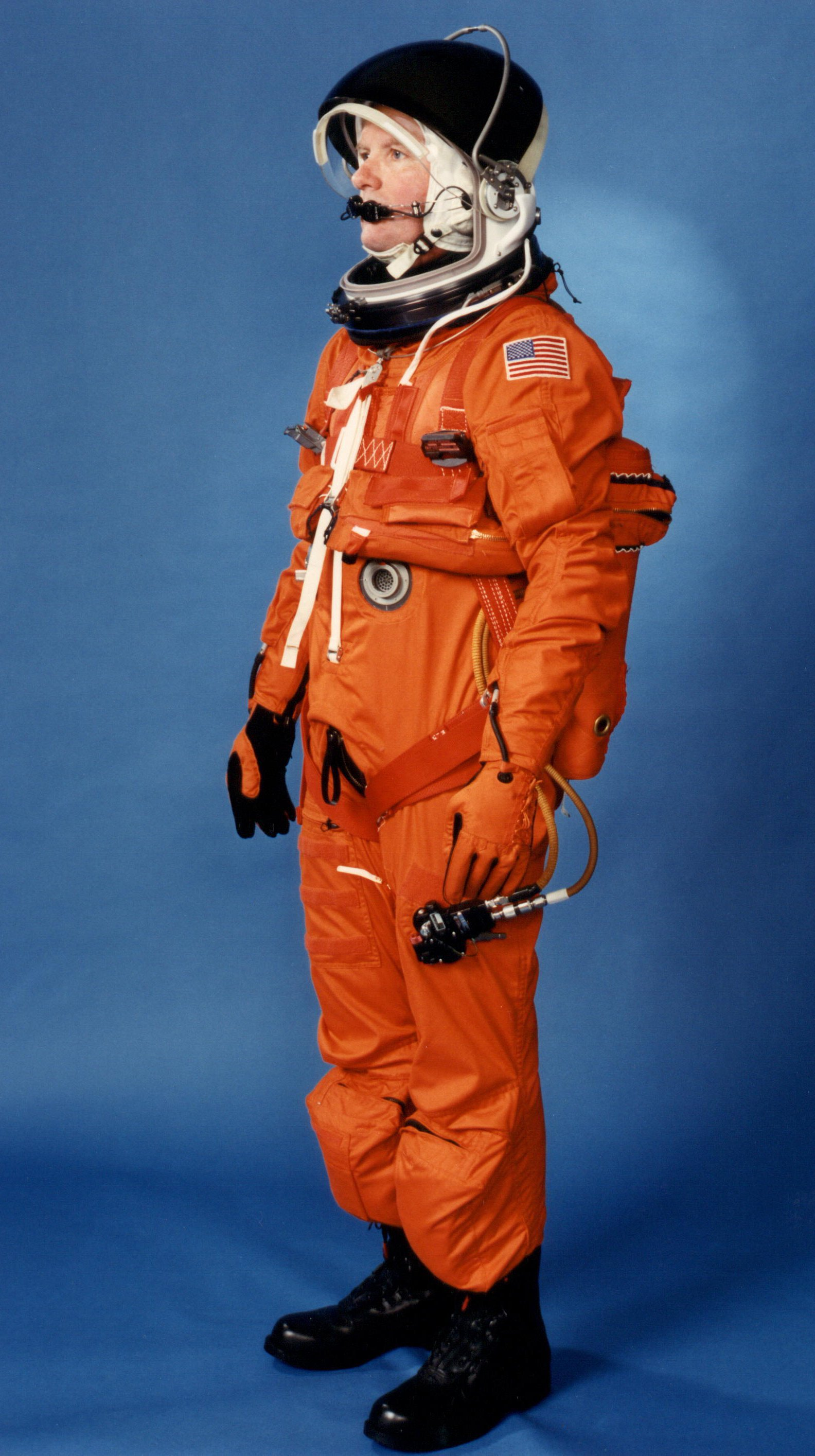
Launch Entry Suit (Navette spatiale américaine)
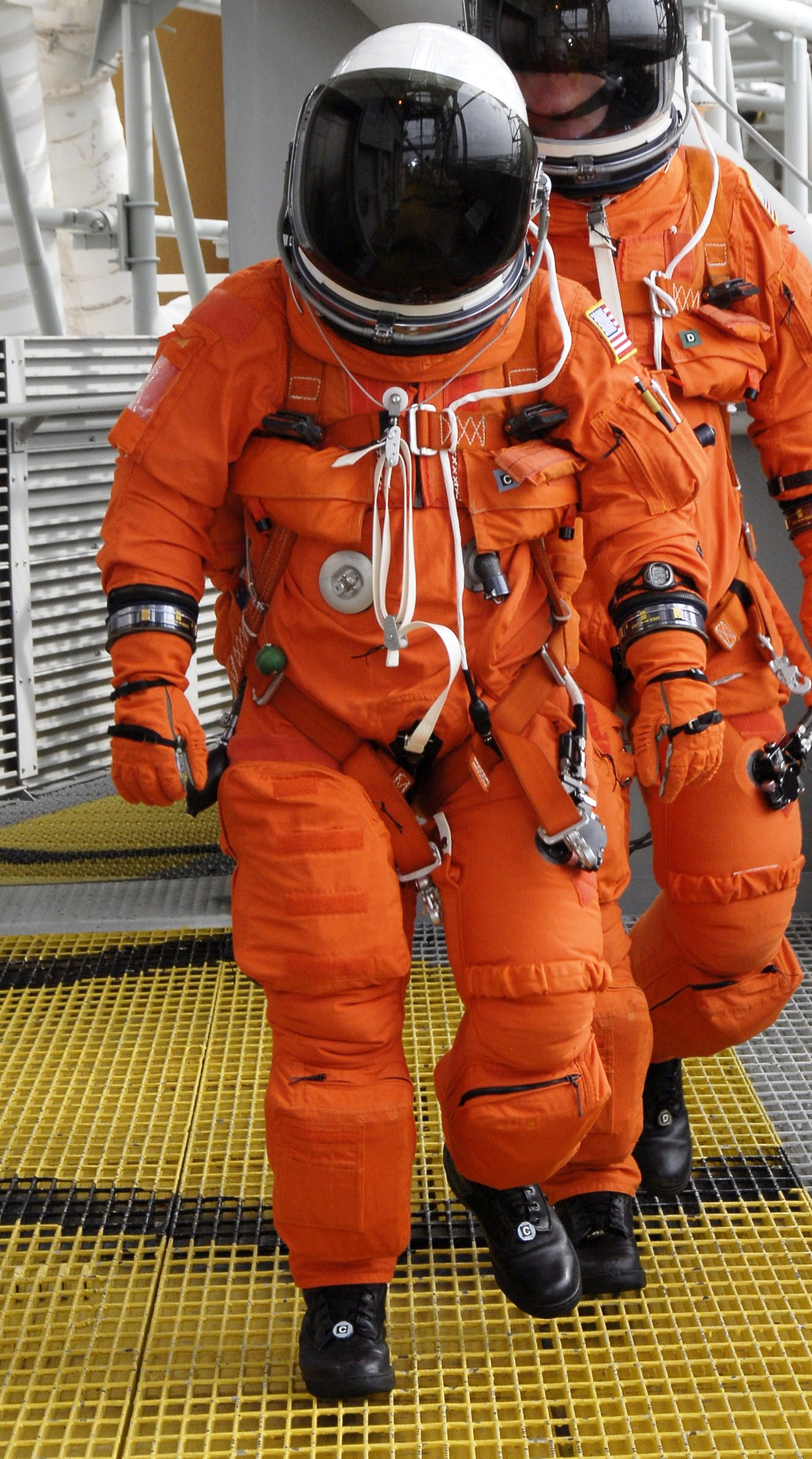
ACES (Navette spatiale américaine)
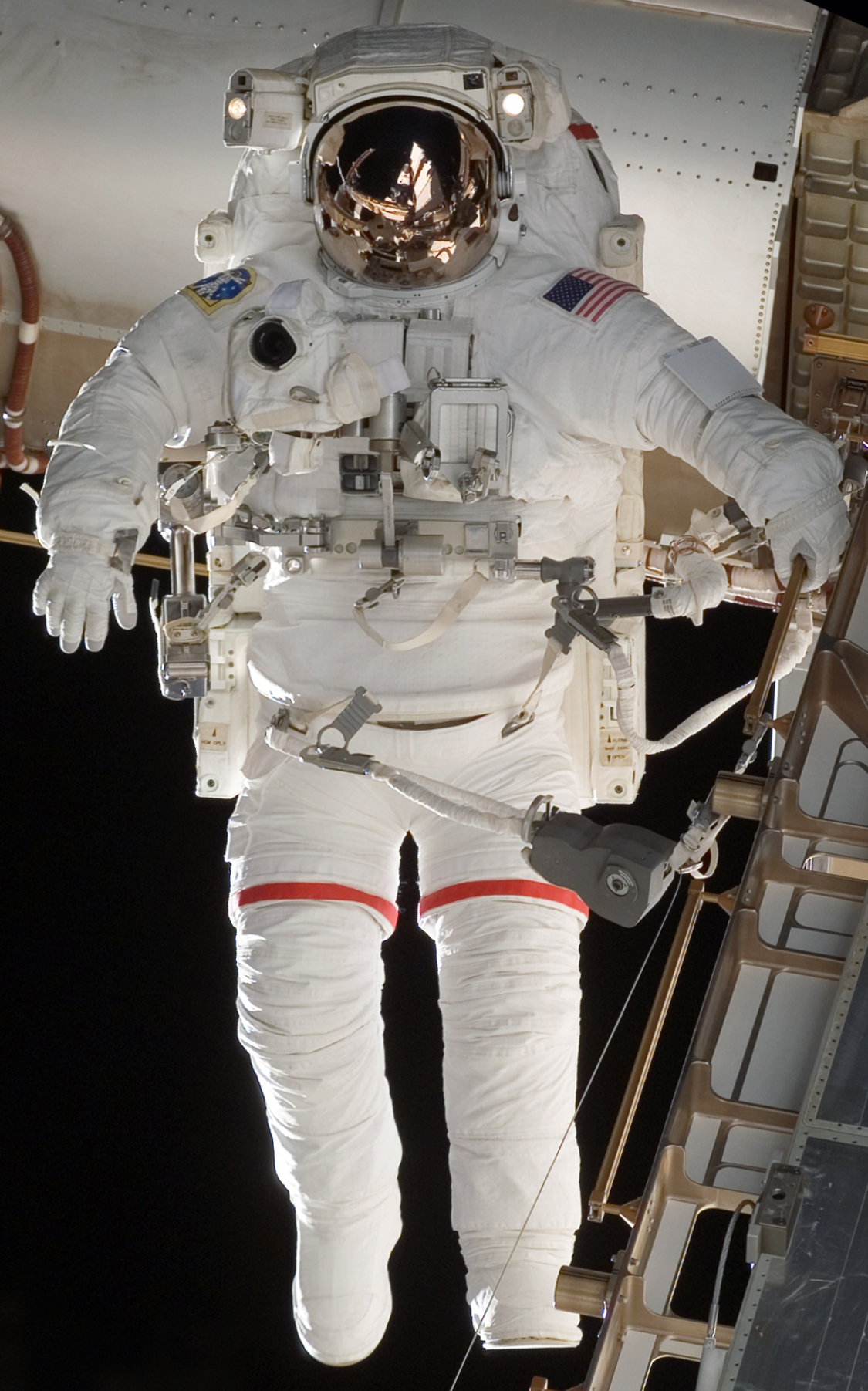
EMU (Station spatiale internationale)
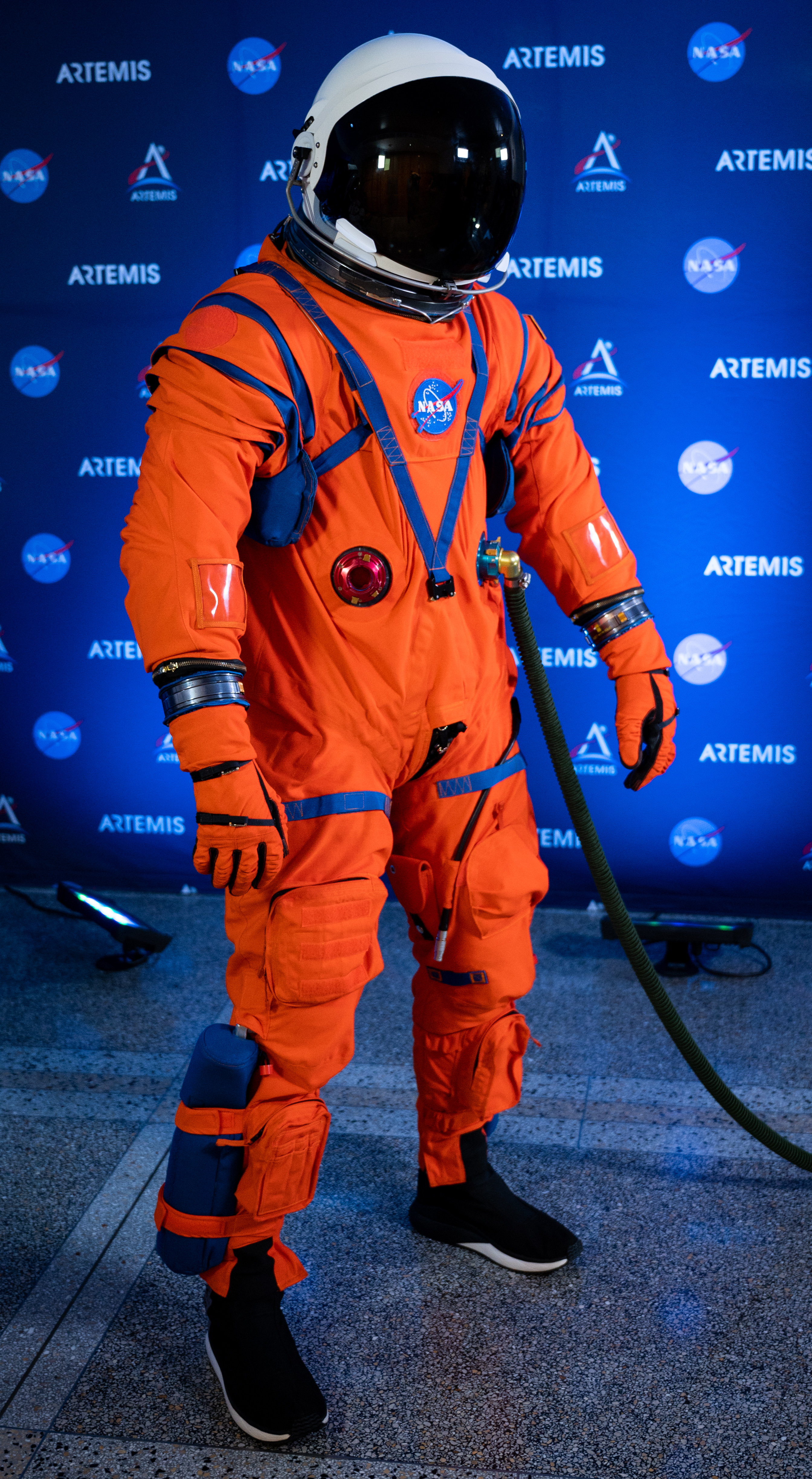
OCSS (Artemis)
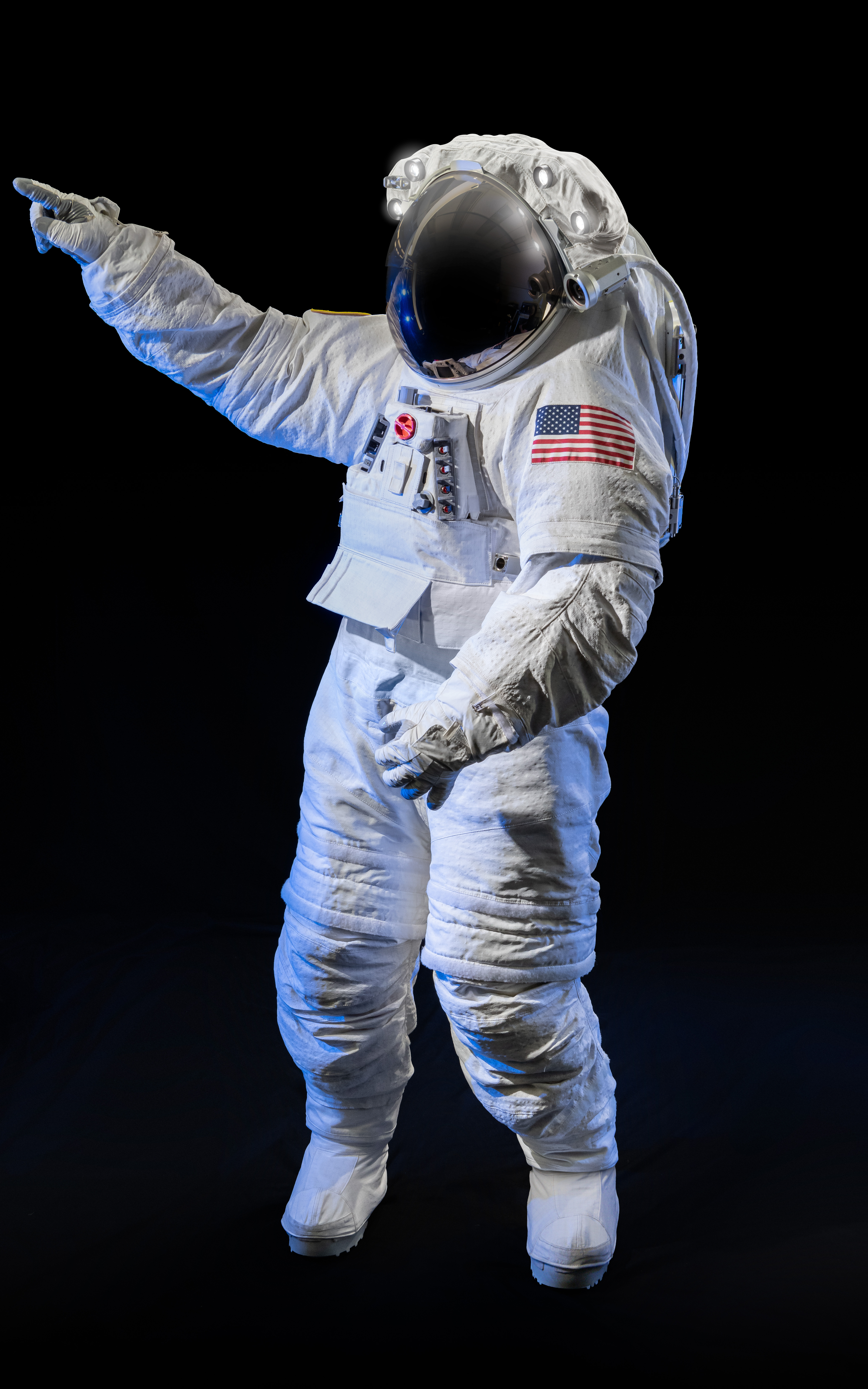
AxEMU (Artemis)

### Les combinaisons spatiales soviétiques et russes

#### Premières combinaisons spatiales soviétiques: SK-1 et Berkut
La combinaison SK-1 est la première combinaison spatiale soviétique. Elle est utilisée dans le cadre du programme Vostok (1961–1963) en particulier par Youri Gagarine, premier homme à être allé dans cet espace. Cette combinaison spatiale intra-véhiculaire pressurisée est utilisée au lancement et à l'atterrissage. Lors du retour sur Terre le cosmonaute s'éjecte du vaisseau à haute altitude et atterrit en parachute. La combinaison est conçue pour lui permettre de survivre à un amerrissage. Elle a une masse d'une vingtaine de kilogrammes. 
Alexei Leonov effectue le 18 mars 1965 dans le cadre de la mission Voskhod 2 la première sortie extra-véhiculaire dans l'espace de tous les temps équipé d'une combinaison Berkut. Celle-ci est la première combinaison spatiale mixte (intra-véhiculaire/extra-véhiculaire). La combinaison pressurisée avec deux réglages (0,27 et 0,4 atmosphère) a une masse de 20 kg. Un paquetage dorsal d'une vingtaine de kilogrammes comprend une réserve d'oxygène de 45 minutes.  

#### Les combinaisons spatiales utilisées à bord du vaisseau Soyouz
La combinaison spatiale Yastreb (en) est développée en même temps que le vaisseau Soyouz pour les sorties extra-véhiculaires. Un système de cordes et de poulies est utilisé pour pallier les problèmes de mobilité rencontrés par Leonov. Elle n'est utilisée qu'une seule fois durant le vol conjoint de Soyouz 4 et Soyouz 5 au cours duquel les équipages ont échangé leurs véhicules. Durant une longue période, s'étendant de 1963 jusqu'à l'accident de Soyouz 11, les cosmonautes soviétiques ne portent plus de combinaisons spatiales pour des raisons d'encombrement. La mort de l'équipage de Soyouz 11 à la suite d'une dépressurisation accidentelle de la cabine remet en cause ce choix. La combinaison spatiale intra-véhiculaire Sokol est utilisée pour la première fois dans le cadre du vol Soyouz 12 le 27 septembre 1973 dans sa version K. Plusieurs versions sont développées par la suite. La version actuelle, Sokol-KV2, a une masse de 10 kg et est pressurisée avec une pression de 0,4 atmosphère. L’approvisionnement en oxygène s'effectue par un tuyau ombilical. 
La combinaison Strizh (en) est développée pour l'équipage de la navette spatiale Bourane. Cette combinaison spatiale intra-véhiculaire permet aux cosmonautes en cas de défaillance de la navette de s'éjecter jusqu'à une altitude de 30 km. Son fonctionnement a été testé à plusieurs reprises dans le cadre de vols non habités mais elle n'a été utilisée qu'une seule fois au cours de l'unique vol de la navette Bourane en 1988.

#### La combinaison spatiale extravéhiculaire Orlan
L'Union soviétique développe à la fin des années 1960 dans le cadre de son programme de mission vers la Lune la combinaison spatiale extra-véhiculaire Orlan pour permettre des sorties à la surface lunaire. Aucune tenue du modèle relativement léger (59 kg) développé ne sera utilisée mais une nouvelle version (D) de cette combinaison spatiale est portée pour la première sortie extra-véhiculaire effectuée par l'équipage de la station spatiale Saliout 6 en décembre 1977. Plusieurs modèles se succèdent : D (utilisée à bord de Saliout 6 et 7 entre 1977 et 1984), DM (Saliout 7 et Mir entre 1985 et 1988), DMA (Mir entre 1988 et 1997), M (Mir et Station spatiale internationale entre 1999 et 2009) et enfin MK depuis 2009. Tous ces modèles sont pressurisés à 0,4 atmosphère. Leur poids est passé progressivement de 73,5 kg (Modèle D) à 120 kg et l'autonomie de 5 heures à 7 heures.

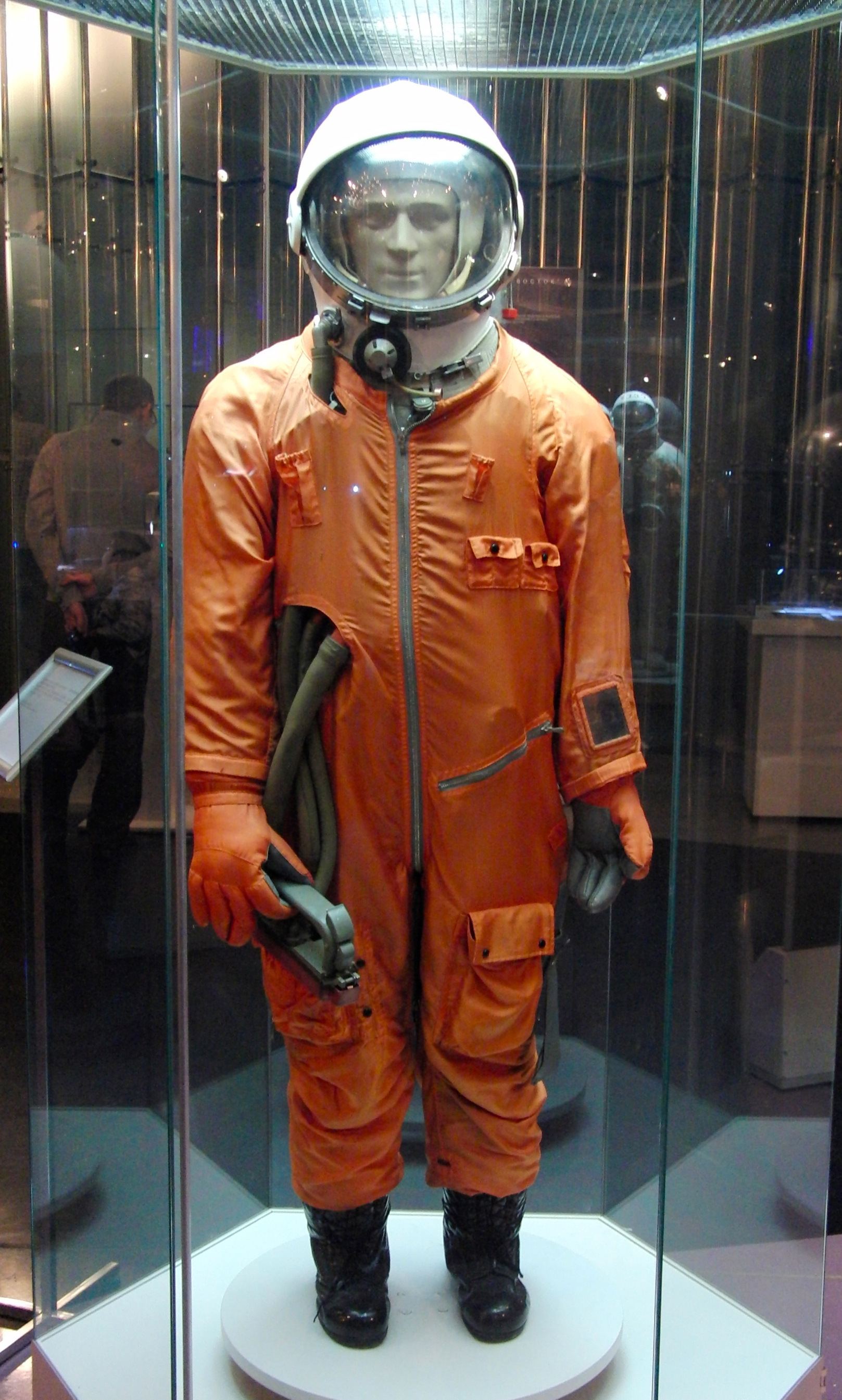
Combinaison spatiale SK-1
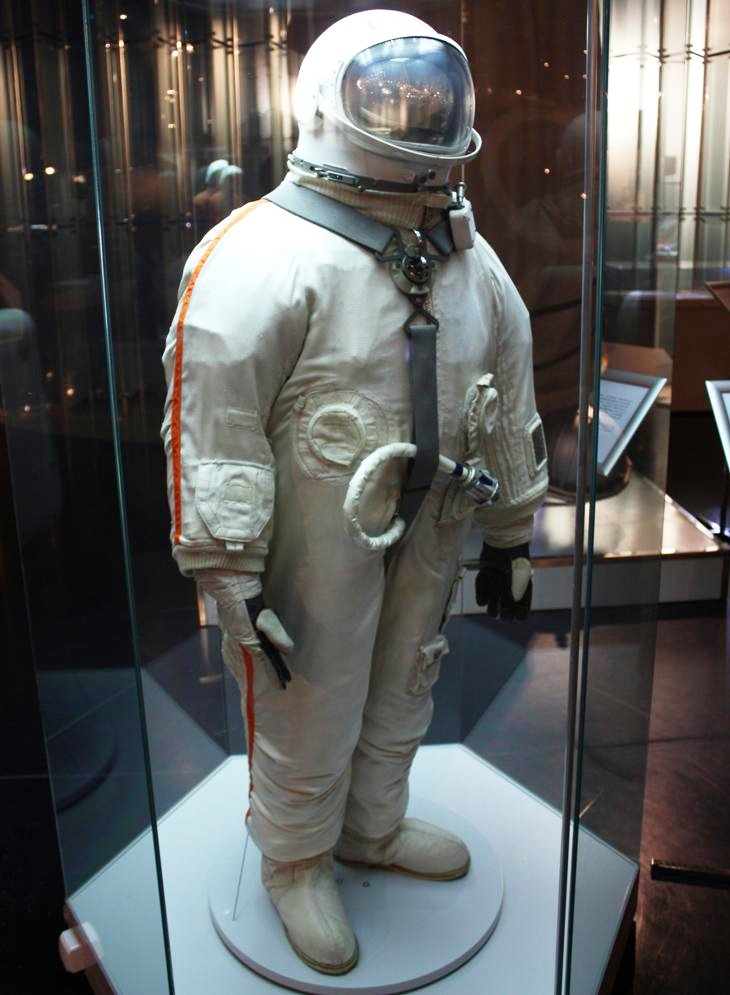
Combinaison spatiale Berkut
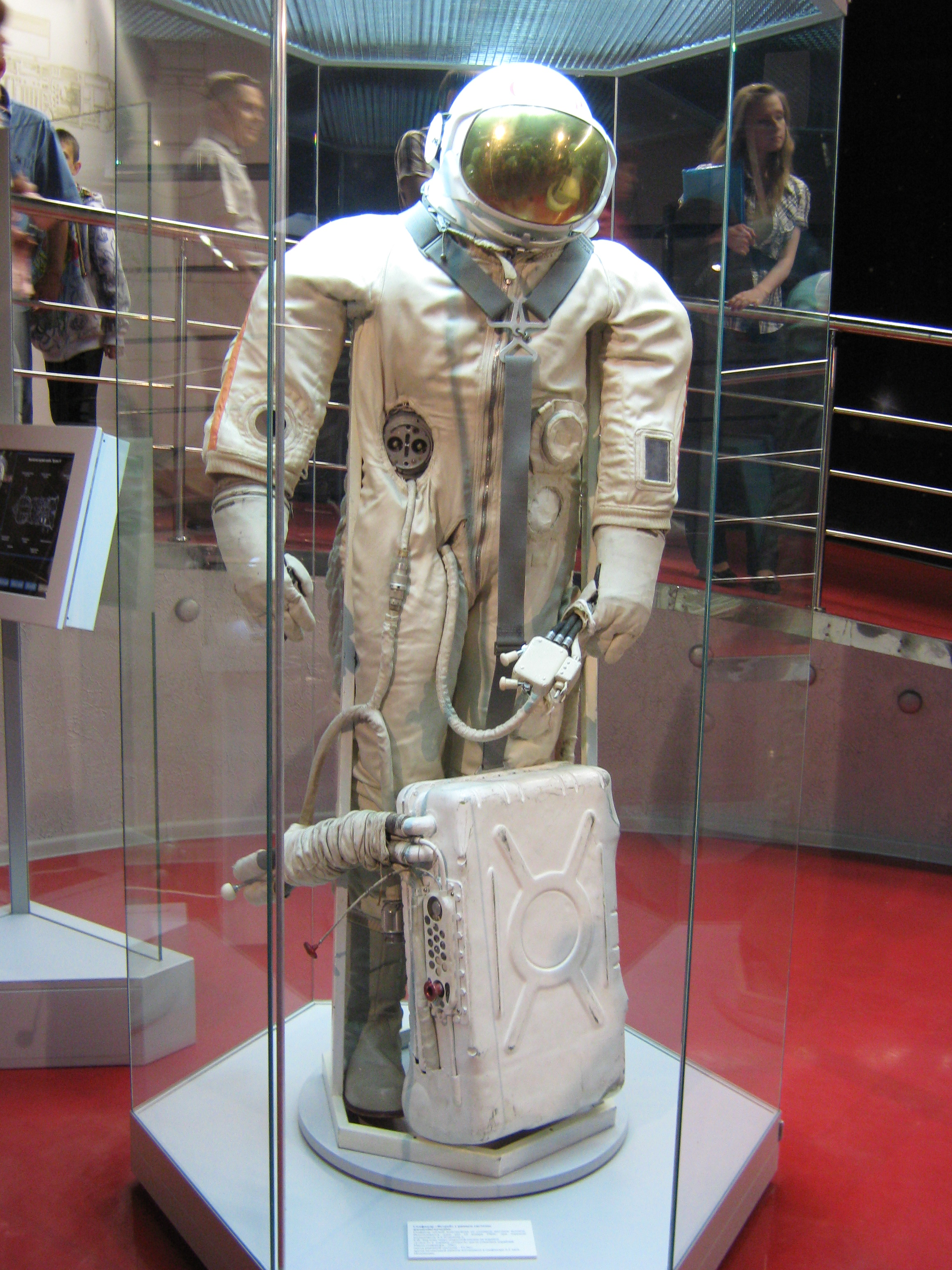
Combinaison spatiale Yastreb
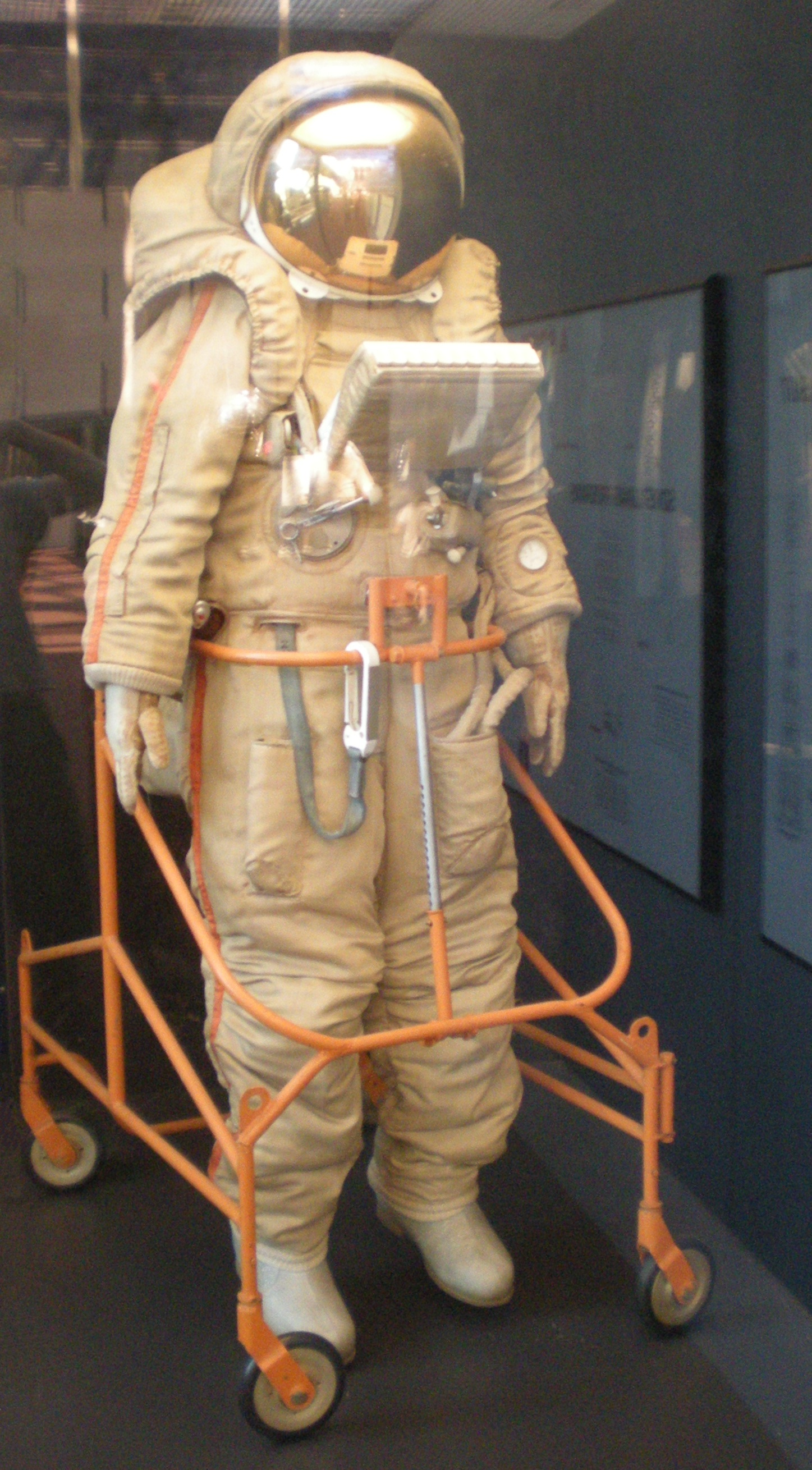
Combinaison spatiale Krechet
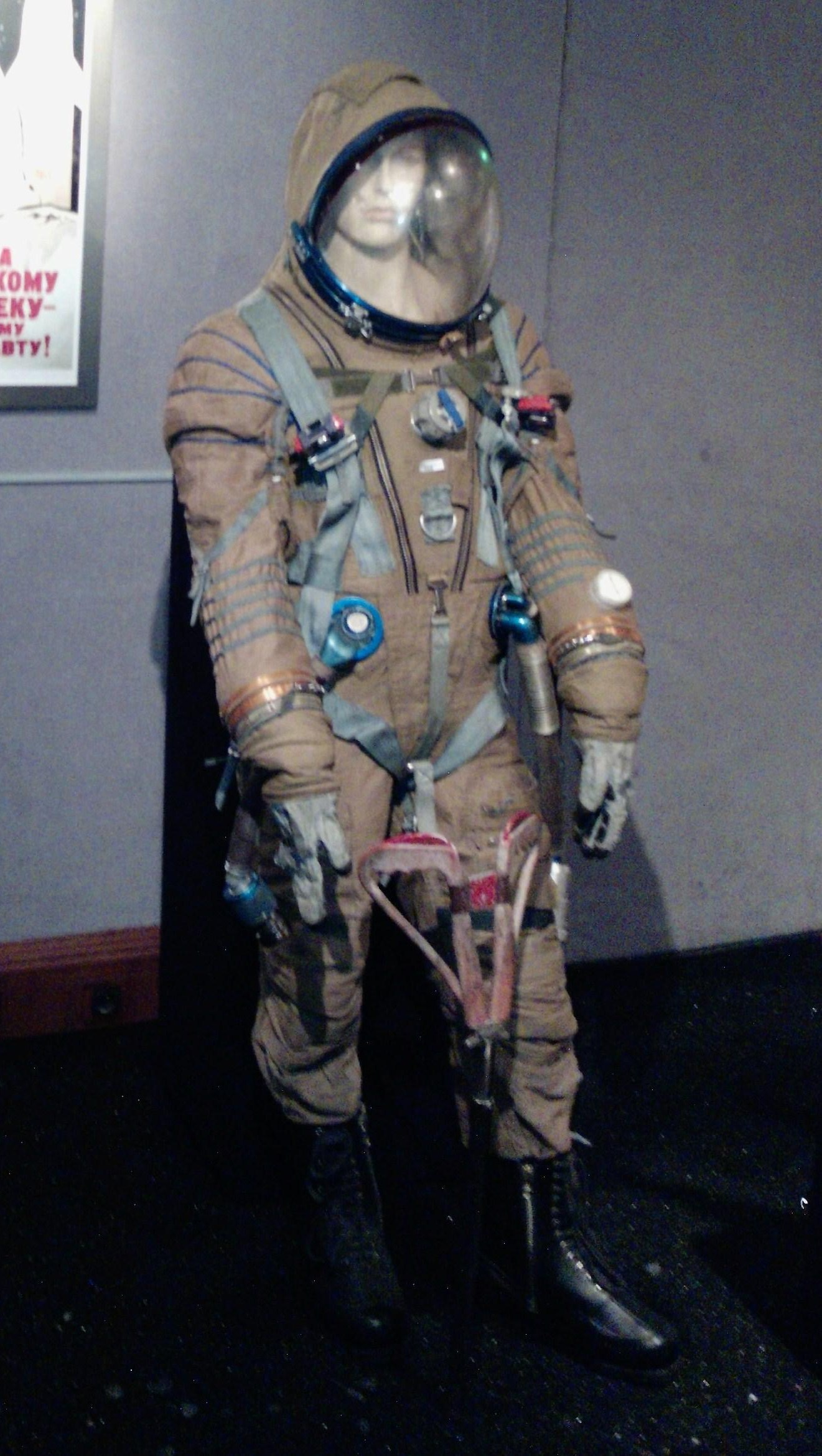
Combinaison spatiale Strizh
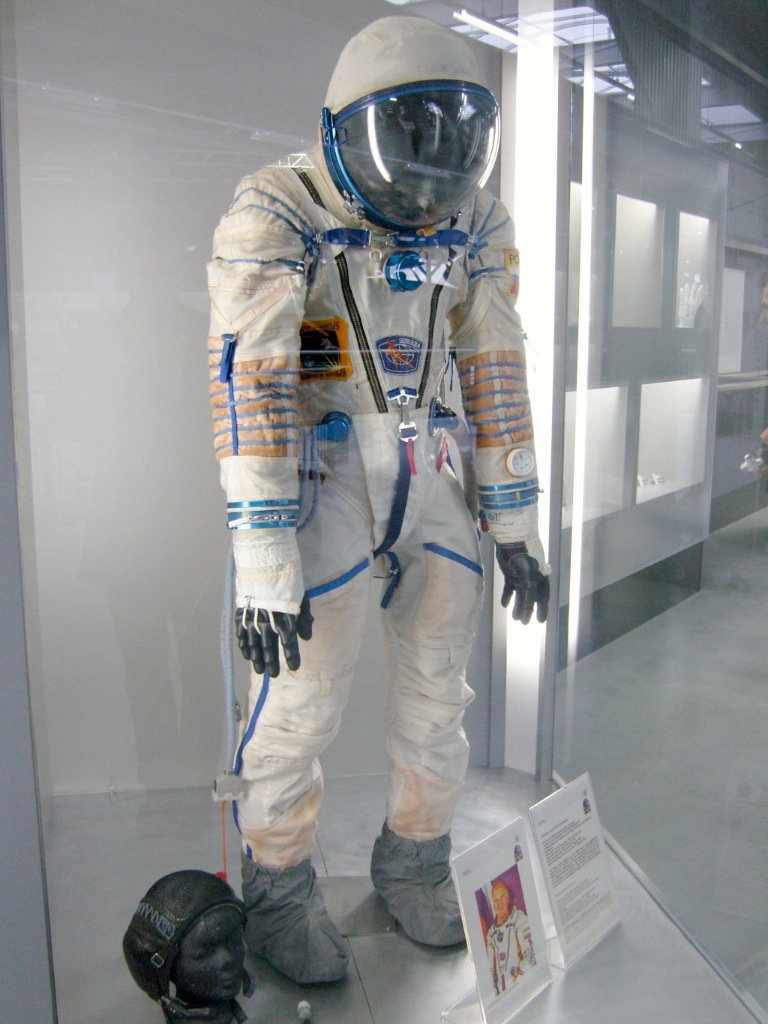
Combinaison spatiale Sokol-KV2
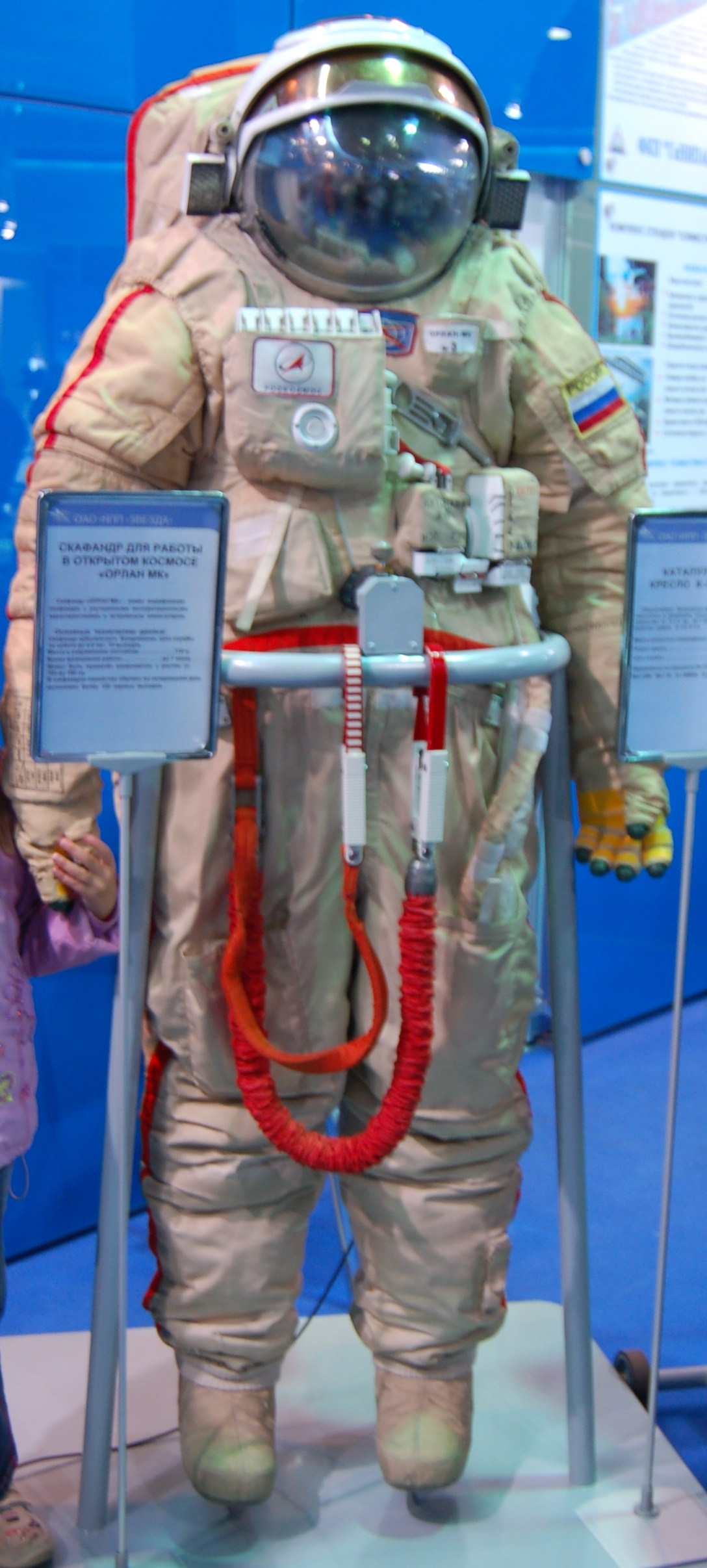
Combinaison spatiale Orlan-MK

### Les combinaisons spatiales chinoises
La combinaison spatiale Feitian (Chinois : 飞天号航天服, Pinyin: fēi tiān hào háng tiān fù) est une combinaison spatiale semi-rigide chinoise développée pour la mission Shenzhou 7. Le taïkonaute Zhai Zhigang en portait une durant la première sortie extra-véhiculaire (EVA) effectuée par un Chinois, le 27 septembre 2008.
La combinaison Feitian a été conçue d'après la combinaison spatiale Russe Orlan-M. Ces deux types de combinaison spatiale sont d'une forme et d'un volume similaire et ont toutes les deux été conçues pour des sorties de sept heures maximum, fournissant de l'oxygène et permettant l'excrétion des déchets corporels.

Cette combinaison aurait coûté 4,4 millions de dollars et pèse 120 kg. Son nom « Fēi tiān » signifie « voler » et « ciel » en mandarin. C'est une référence aux Apsaras, traduit en feitian, ou « Deva volant » en Chinois dont la plus célèbre est représentée dans l'art chinois dans les grottes de Mogao. Une image de la Feitian des grottes de Mogao apparaît sur le badge placé sur le bras de la combinaison spatiale.

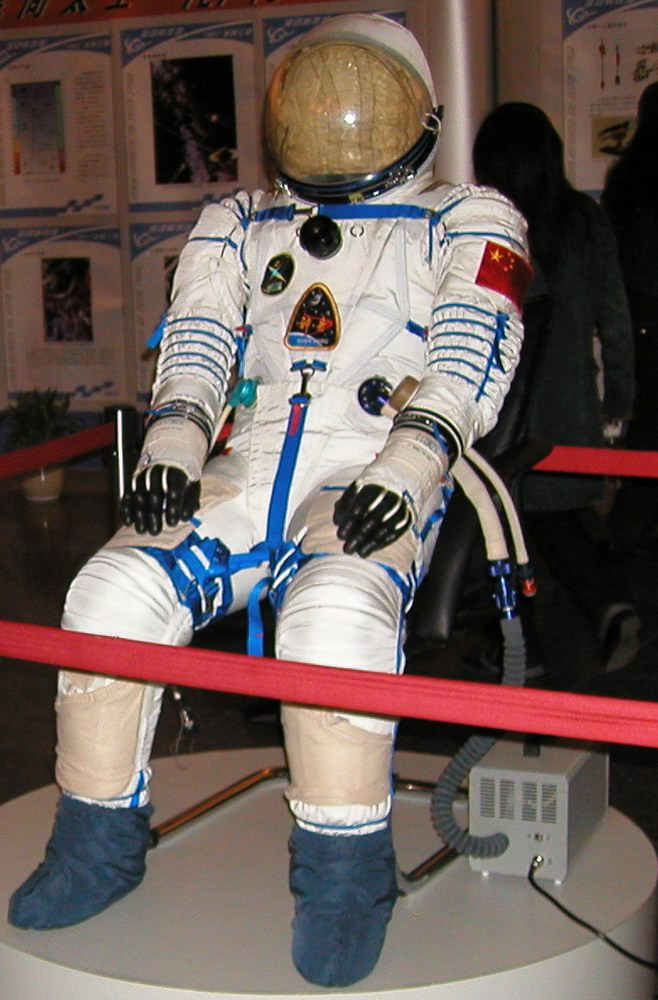
Combinaison spatiale intravéhiculaire Shenzhou
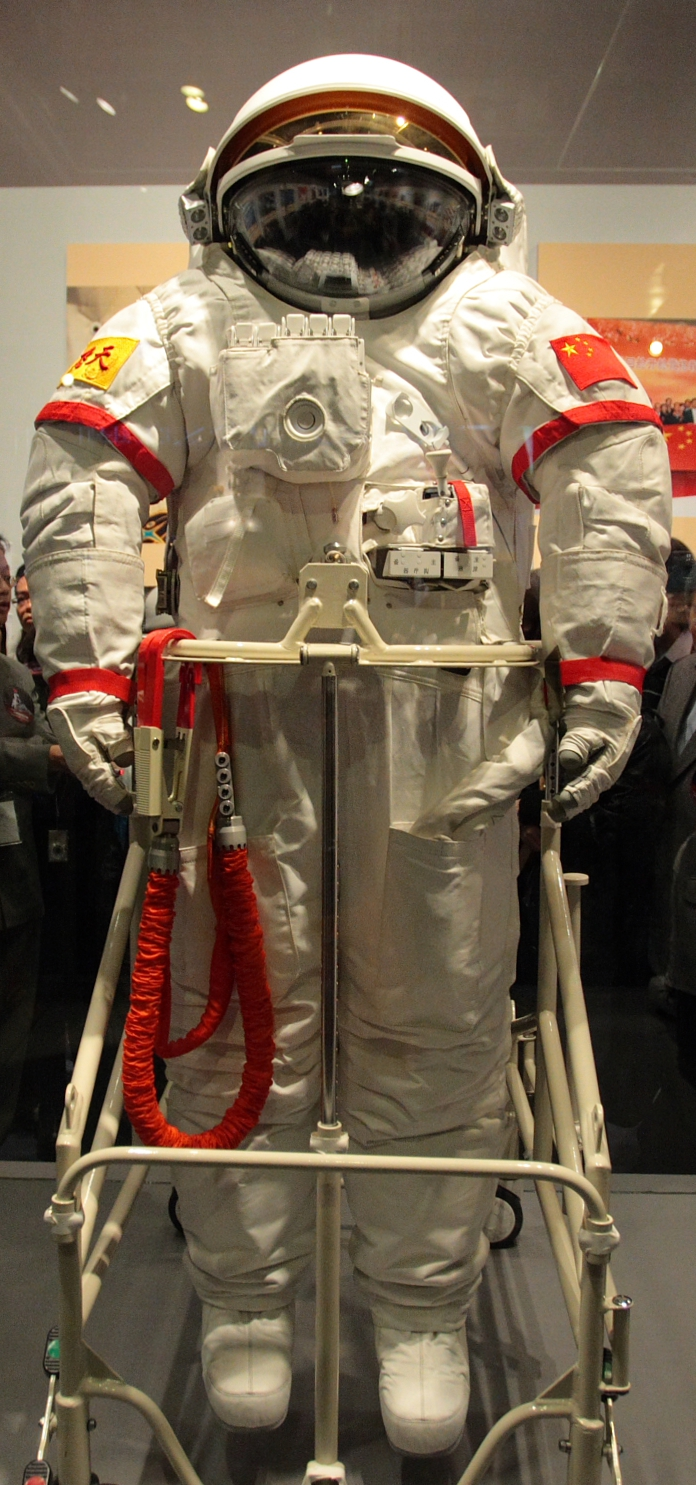
Combinaison spatiale extravéhiculaire Feitian

### La combinaison spatiale européenne EEES
L'Agence spatiale européenne a développé une combinaison spatiale extravéhiculaire basée sur le modèle du Sokol russe au courant des années 1980, permettant ainsi aux spationautes européens de pouvoir rejoindre l'espace à l'aide de la navette spatiale européenne Hermès. Ce développement fut abandonné en 1993 à la suite de l'arrêt du projet Hermès. 

## Exemple d'exigences à satisfaire par une combinaison spatiale: le cahier des charges des missions Artemis
Le cahier des charges de la NASA soumis aux sociétés répondant à l'appel d'offres de 2022 portant sur la fourniture des combinaisons spatiales qui seront utilisées par les astronautes des missions Artemis durant leurs sorties extravéhiculaires à la surface de la Lune liste les exigences que doit satisfaire cet équipement. Le tableau ci-dessous résume les principaux besoins.
| Caractéristique                                                                      | Exigence | Commentaire |
| ------------------------------------------------------------------------------------ | --- | --- |
| Caractéristiques des missions                                                        | | |
| Durée d'une sortie extravéhiculaire                                                  | 8 heures minimum | 9 heures en incluant une heure supplémentaire pour les situations d'urgence. |
| Environnement                                                                        | | |
| Gestion de la poussière lunaire                                                      | 1- Moins de 100 grammes de régolithe lunaire doit pénétrer dans le vaisseau à chaque retour de sortie extravéhiculaire de deux astronautes. 2- La quantité de poussière lunaire de moins de 10 microns pénétrant dans la combinaison spatiale ne doit pas dépasser 1,6 mg/m³ | 1- Hors situation d'urgence. 2 - Poussière pénétrant lors de l'habillage/déshabillage. Risque pulmonaire. |
| Micrométéorites                                                                      | La probabilité de perforation de la combinaison spatiale durant une sortie de 8 heures est inférieure à 0,0004 | |
| Températures                                                                         | La combinaison spatiale peut fonctionner durant deux heures dans les régions en permanence à l'ombre. | |
| Stockage sans maintenance                                                            | La combinaison spatiale reste fonctionnelle sans opération de maintenance après un stockage de 210 jours (objectif 3 ans) | |
| Performances                                                                         | | |
| Taux de dioxyde de carbone                                                           | Le taux de dioxyde de carbone est limité à des valeurs qui dépendent de la durée de la sortie. | L'accumulation de CO2 réduit les performances et peut conduire à des problèmes respiratoires. |
| Température                                                                          | La température au niveau de la peau est maintenue entre 10 et 44°C durant toute la sortie. | |
| Niveau sonore                                                                        | Le niveau sonore (appareils radio) est inférieur à 115 décibels. | |
| Pression partielle d'oxygène                                                         | La pression partielle d'oxygène est toujours maintenue à plus de 0,2 atmosphère (0,2 bars). | L'hypoxie intervient à partir de 0,17 atmosphère. |
| Évacuation de la chaleur corporelle                                                  | Le système de régulation thermique doit pouvoir évacuer une moyenne par heure 352 Watts de chaleur produite par le métabolisme. | La production de chaleur métabolique maximale est supérieure à 700 Watts. |
| Température corporelle                                                               | La température corporelle doit être maintenue entre 36 et 38°C. | |
| Résistance mécanique                                                                 | En gravité lunaire (1/6ème de la gravité terrestre), la combinaison spatiale ne doit pas être endommagée par une bille d'acier de 7 centimètres de diamètre lancée à 5 km/h.                                                                                                 | |
| Vision                                                                               | La vision de l'astronaute doit lui permettre d'accomplir ses taches de jour comme de nuit. | Pas d'irritation des yeux, gestion de la buée, .... |
| Rayonnement ultraviolet et infrarouge                                                | Des filtres doivent limiter l'intensité du rayonnement ultraviolet et infrarouge sous des valeurs spécifiées. | Taux de filtrage à 99,99 % pour l'ultraviolet (0,18-0,33 microns) et 5% pour l'infrarouge (0,7-3 microns). |
| Mobilité, dextérité, capacité tactile                                                | La combinaison spatiale doit permettre d'accomplir l'ensemble des taches prévues. La pression d'oxygène (==> rigidité de la combinaison) et la position du centre de gravité sont des facteurs importants.                                                                   | Les exigences précises sont détaillées dans d'autres spécifications. |
| Corpulence des astronautes                                                           | La combinaison spatiale doit pouvoir s'adapter à la corpulence de 90% de la population féminine et masculine telle que définie dans l'étude anthropométrique de la population des États-Unis limitée à la classe d'age 35-50 ans.                                            | Taille comprise entre 1,49 et 1,95 mètres, poids compris entre 42,64 et 110,22 kg, plus 18 autres mesures anthropométriques. |
| Autonomie à l'usage                                                                  | L'astronaute doit pouvoir utiliser toutes les fonctionnalités de sa combinaison sans l'assistance d'un autre astronaute. | Comprend notamment les réglages de la radio, de l'intensité lumineuse, du système de régulation thermique, le passage en mode caisson hyperbare, etc. |
| Alertes                                                                              | La combinaison doit pouvoir détecter, indiquer et transmettre les dysfonctionnements, la dégradation des performances, l'utilisation excessive des consommables, le franchissement de seuil des consommables,...                                                             | |
| Blessures induites                                                                   | Le port de la combinaison spatiale doit minimiser les impacts physiques. | Par exemple blessure à l'épaule provoquée par le torse rigide. |
| Diffusion des données relatives à la santé et à la sécurité                          | Les données relatives à la santé et à la sécurité doivent être transmises en continu et à une fréquence adéquate au vaisseau et aux autres astronautes. | |
| Mise en œuvre d'outils                                                               | La combinaison spatiale doit permettre la mise en œuvre d'une série d'outils allant du marteau de géologue au volant d'un véhicule en passant par l'utilisation de sacs à échantillons.                                                                                      | Des spécifications externes détaillent les outils que doit pouvoir utiliser l'astronaute dans sa combinaison spatiale. |
| Contamination des échantillons scientifiques                                         | La combinaison spatiale doit permettre de limiter la contamination des échantillons prélevés dans des buts scientifiques. | |
| Volume                                                                               | Le volume de la combinaison spatiale doit permettre à deux astronautes de d'habiller / déshabiller dans le module du vaisseau dédié à cette tache et dans le sas. | Les volumes du module et du sas sont précisés dans un autre document. |
| Renouvellement des consommables                                                      | Les consommables (eau , oxygène, électricité) doivent pouvoir être renouvelés dans le vaisseau spatial. | |
| Gestion des situations d'urgence                                                     | | |
| Gestion d'une perforation de l'enveloppe pressurisée                                 | La combinaison spatiale doit permettre à un astronaute de réintégrer le vaisseau dans un délai de 60 minutes à la suite d'une perforation de son enveloppe pressurisée de 0,42 centimètres de diamètre.                                                                      | |
| Sauvetage d'un astronaute inconscient                                                | La combinaison spatiale doit permettre à un astronaute de déplacer et insérer dans le sas un équipier inconscient. | |
| Sécurité et santé                                                                    | | |
| Tolérance aux pannes                                                                 | La combinaison spatiale doit pouvoir fonctionner malgré la panne de un (aléa critique) ou deux composants (aléa catastrophique). | La défaillance de l'enveloppe pressurisée ou des conduites d'oxygène est exclue de cette exigence. |
| Prévention des accidents de décompression                                            | Durant la phase de préparation d'une sortie extravéhiculaire, la combinaison spatiale doit permettre d'éliminer l'azote dans le sang en moins de 90 minutes pour une pression partielle d'oxygène comprise entre 0,27 et 0,34 atmosphère (=bar).                             | Plus la pression partielle d'oxygène est élevée plus l'élimination de l'azote est rapide (mais plus la combinaison est rigide et donc non mobile). |
| Prise en charge d'un accident de décompression                                       | La combinaison spatiale doit pouvoir servir de caisson hyperbare en maintenant 1,5 bar de pression partielle d'oxygène durant au minimum 6 heures. | |
| Mesures physiologiques                                                               | La combinaison spatiale mesure, enregistre, alerte et retransmet la fréquence cardiaque et le taux de rayonnement reçu. | |
| Déchets organiques                                                                   | La combinaison doit pouvoir gérer sans bloquer/contaminer les voies respiratoires/obscurcir la vue/Obstruer le système de support de vie 500 ml de vomi, 1,7 litres d'urine, 75 grammes de fèces, 115 ml de règles.                                                          | |
| Alimentation                                                                         | La combinaison spatiale fournit au moins 400 kilocalories d'aliments. | Une sortie extravéhiculaire nécessite en moyenne 200 kilocalories par heure dont une partie fournie immédiatement avant ou après la sortie. |
| Eau                                                                                  | La combinaison spatiale fournit au minimum 240 ml d'eau par heure de sortie (2 litres pour 8 heures) | |
| Caractéristiques physiques                                                           | | |
| Masse                                                                                | La masse maximale combinée de la combinaison spatiale utilisée pour les sorties extravéhiculaire et de la combinaison utilisée à l'intérieur du vaisseau ne doit pas dépasser 232,4 kg par astronaute + 2,3 kg par sortie extravéhiculaire                                   | Cette valeur ne comprend pas les outils emportés lors des sorties (marteau de géologue, etc.) |
| Dimensions                                                                           | Les dimensions de la combinaison spatiale doivent être compatibles avec le diamètre des écoutilles (80 centimètres) | |
| Identification                                                                       | Une marque externe doit permettre d'identifier chaque astronaute. | Objectif : permettre d'identifier sur les vidéos quel astronaute réalise quelle tache pour des besoins de suivi sur le terrain et historique. |
| Comptabilité avec le système de support de vie de la Station spatiale internationale | La combinaison spatiale ne doit pas introduire des produits chimiques dans des quantités incompatibles avec les capacités du système de traitement de l'atmosphère de la station                                                                                             | Les différents produits chimiques avec les quantités maximales acceptables sont fournis. |
| Système d'information                                                                | | |
| Enregistrement des paramètres de fonctionnement                                      | La combinaison spatiale doit pouvoir enregistrer, stocker et restituer toutes les informations fournies par les capteurs de la combinaison spatiale. | Objectif : permettre de diagnostiquer les pannes. |
| Informations restituées à l'astronaute                                               | Les informations clés du fonctionnement de la combinaison spatiale doivent être restituées à l'astronautesous forme graphique et numérique. | Ces informations sont : consommables disponibles, liste des procédures, photos, chronomètre, données stockées, message émis et reçus, viseur de la caméra, notes accompagnant les prises audio/photo/vidéo, carte avec position des astronautes et fonction de navigation, données biomédicales. |
| Liaison Wifi haut débit                                                              | La combinaison spatiale permet le transfert de données et de vidéos à haut débit avec une portée de 100 mètres. | |
| Système de communication radio bidirectionnel                                        | L'astronaute dispose d'un émetteur radio bidirectionnel avec un système de reconnaissance vocale efficace à 90%. | Objectif du système de reconnaissance vocal : identifier les erreurs de communication. |
| Liaison télécom par câble                                                            | Le système de communication de la combinaison spatiale doit pouvoir passer par une interface physique. | |
| Mise à jour du logiciel interne                                                      | La combinaison spatiale permet la mise à jour du firmware et les logiciels embarqués. | |
| Portée de la liaison radio avec le vaisseau                                          | La portée est au minimum de 500 mètres avec un objectif de 2 kilomètres. | |
| Caméra incorporée                                                                    | La caméra incorporée permet de réaliser des vidéos haute définition avec une transmission en temps réel et une capacité de stockage permettant d'enregistrer toute la sortie.                                                                                                | |
| Gestion des taches                                                                   | | |
| Éclairage                                                                            | La combinaison spatiale fournit une source d'éclairage adaptée à l'environnement et aux différents types de tache à réaliser en microgravité comme à la surface de la Lune                                                                                                   | |